# Hollow Knight
Vous lisez un « article de qualité » labellisé en 2019.
Hollow Knight est un jeu vidéo indépendant de type metroidvania développé et édité par Team Cherry, un petit studio australien dont il est la première réalisation commerciale. Il sort en 2017 sur PC (Windows, Mac et Linux), puis en 2018 sur les consoles Nintendo Switch, PlayStation 4 et Xbox One. Son développement à long terme a en grande partie été rendu possible par un important financement participatif sur la plate-forme Kickstarter.
L'intrigue du jeu suit la quête d'un chevalier insectoïde devant pénétrer les tréfonds du royaume d'Hallownest et y éradiquer l'entité maléfique qui y a été emprisonnée en des temps immémoriaux au sein du Hollow Knight éponyme (« chevalier creux » ou « chevalier vide »). L'influence maligne de l'antagoniste se ressent à nouveau dans une infection qui ronge le royaume et contamine peu à peu la plupart des insectes autochtones. Au terme de son voyage, le chevalier comprend qu'il n'est qu'un rouage du mécanisme retenant le fléau prisonnier, et qu'un sacrifice lui sera peut-être nécessaire pour mettre fin à l'infection.
Réalisé par seulement trois artistes et développeurs et un compositeur, le jeu rencontre à moyen terme un bon succès commercial et finit par atteindre près de deux ans après plus de trois millions d'unités vendues, une réussite rare pour un jeu indépendant. Malgré son haut niveau de difficulté, il reçoit également nombre de louanges, beaucoup de critiques l'érigeant même au sommet des jeux de type metroidvania. Une suite au jeu, intitulée Hollow Knight: Silksong et se concentrant sur un personnage secondaire présenté dans le premier opus, est annoncée en 2019 sans qu'une date de sortie ne soit fixée.

## Trame

### Univers

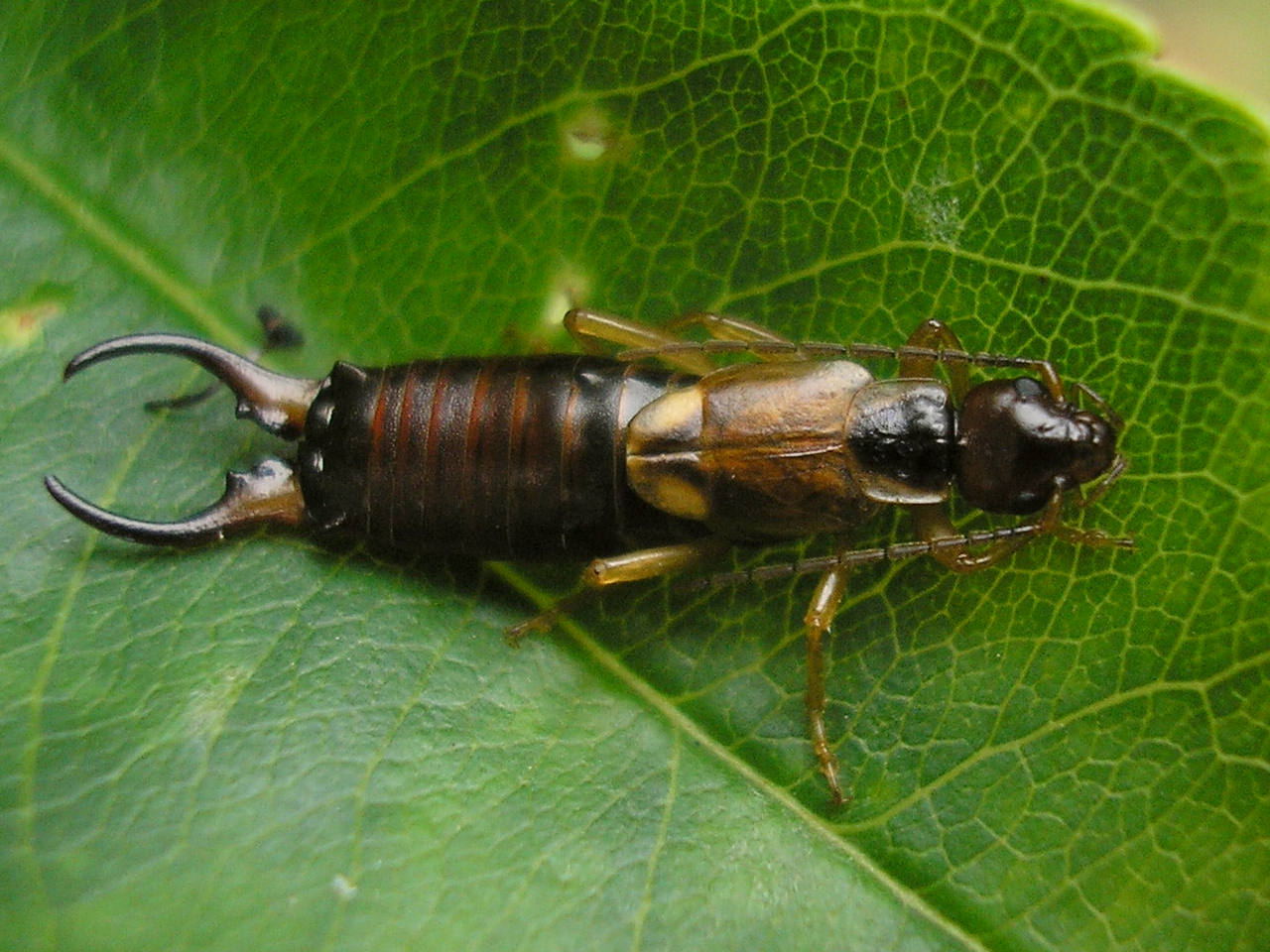
Un perce-oreille, dont les cerques (les pinces situées à l'extrémité de l'abdomen) ne sont pas sans rappeler l'apparence du héros anonyme.

Le jeu se déroule dans le royaume fictif d'Hallownest. Autrefois vaste et prospère, il n'est désormais plus que l'ombre de lui-même depuis que « le fléau », une mystérieuse infection du corps et de l'esprit, transforme ses habitants en bêtes sauvages. Les ruines du royaume témoignent néanmoins de l'opulence d'autrefois, à travers l'architecture élégante de la Cité des larmes ou des Jardins de la reine. L'extinction de cette civilisation est aussi le fait de l'orgueil et de la décadence dont elle a fait preuve, et seuls quelques savants et historiens éparpillés dans le monde sont capables d'en évoquer des bribes d'histoire.

### Scénario
Hollow Knight se veut délibérément mystérieux sur son intrigue ; de rares cinématiques égrènent l'introduction au jeu et sa conclusion, et les informations explicites sont délivrées au compte-gouttes dans les dialogues des personnages rencontrés. C'est principalement au joueur qu'il incombe de comprendre et d'interpréter les éléments qui lui sont présentés pour reconstituer les événements ébranlant Hallownest,. Bien que le protagoniste soit muet, le script du jeu comporte 40 000 mots.
En des temps bien antérieurs à la période de début du jeu, un insecte nommé « le Roi pâle » parvient à convaincre les autres habitants d'Hallownest de le désigner pour roi, et de délaisser l'entité connue sous le nom de Radiance qu'ils idolâtraient jusque-là. Peu après, cependant, les insectes commencent à percevoir dans leurs rêves les murmures de la Radiance, qui s'insinue sournoisement dans tout le royaume et trouble leur esprit. Pour combattre cette infection grandissante, le Roi pâle conçoit un réceptacle, surnommé le « Chevalier creux », en utilisant le vide des abysses. Ce Hollow Knight n'est cependant pas le premier modèle : maints rejets ont été créés entre-temps lors des expérimentations du souverain des insectes, et le Chevalier incarné par le joueur est l'un d'entre eux. Le Hollow Knight est destiné à contenir l'infection qui menace le royaume et à être enfermé dans le Temple de l'Œuf Noir, scellé par des chaînes et des sceaux eux-mêmes gardés par les rêves des trois insectes les plus puissants de l'époque : Monomon l'Érudite, Lurien le Veilleur, et Herrah la Bête.

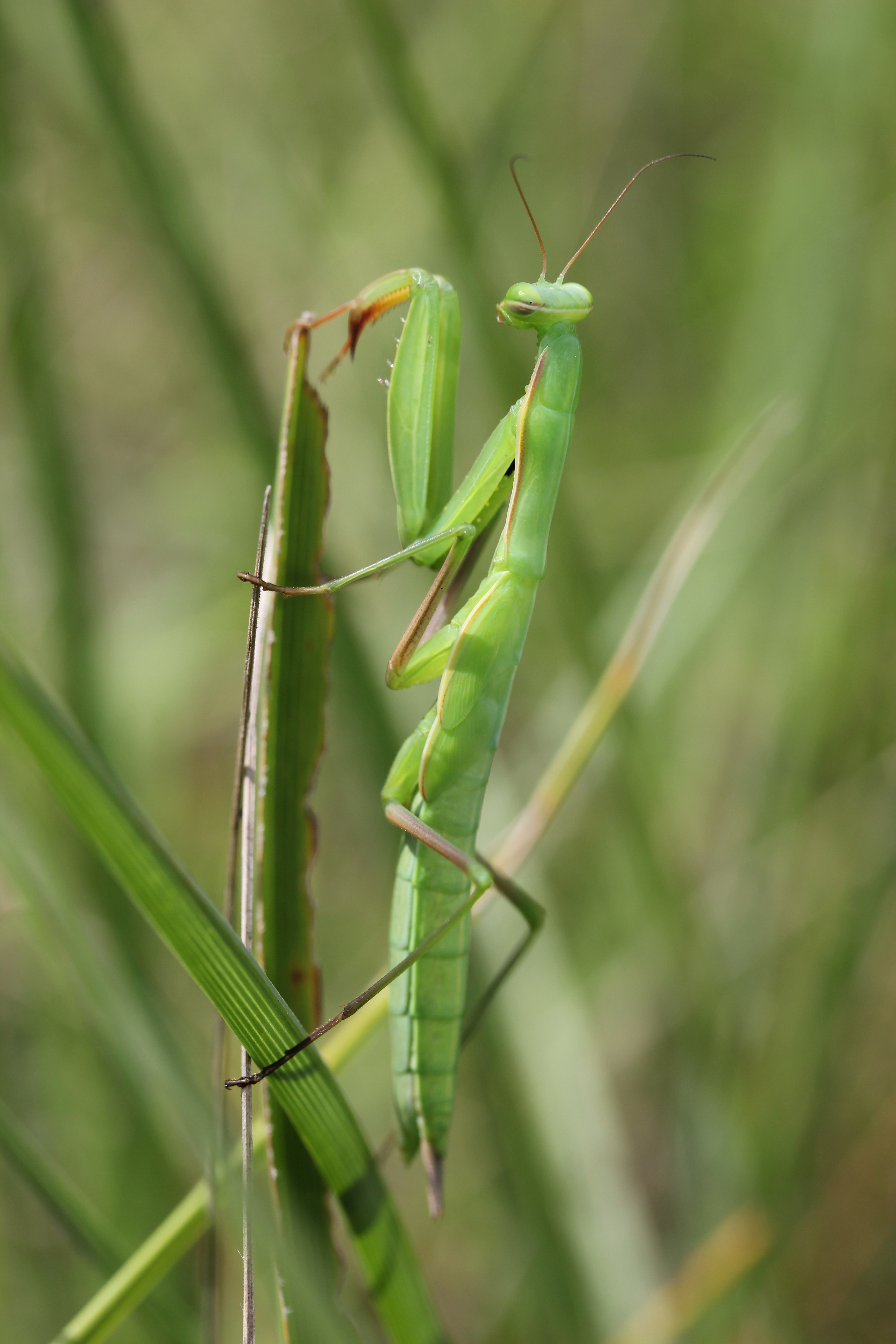
Les personnages du jeu sont tous de forme insectoïde. Leur nom trahit parfois leur espèce, à l'image des boss appelés « Dames Mantes » (Mantis Lords).

Après une brève cinématique d'introduction, Hollow Knight introduit le joueur in medias res dans une grotte du lugubre monde d'Hallownest, qui semble de prime abord austère et désertique. En recherche d'aventure, le Chevalier incarné par le joueur fait halte au village de Dirtmouth, dont il fait la base de ses futures pérégrinations. Sous terre, il découvre de glorieux vestiges, des habitants charismatiques et des créatures dangereuses qui ont fait des souterrains leur habitat. Il croise notamment une insecte nommée Hornet, qui a la protection des vestiges du royaume à cœur. Elle lui fait comprendre la nécessité de mettre fin à l'infection qui ronge de nouveau les esprits des habitants d'Hallownest. Une interprétation veut en effet que le Hollow Knight ne fût pas aussi vide que l'avait espéré le Roi Pâle, et que sa maigre conscience l'empêche de contenir l'énergie du Fléau, qui filtre à travers le temple et contamine Hallownest. La seule issue possible est d'entrer dans le temple et de se confronter au réceptacle du Fléau. Lorsque le joueur brise le premier sceau, le Temple de l'Œuf Noir est d'ailleurs fragilisé, et la zone des Routes oubliées est aussitôt contaminée par le Fléau, lui-même symbolisé par une émanation orange. Les monstres de la zone sont infectés et beaucoup plus puissants.
La première fin que débloque naturellement le joueur est funeste. Une fois entré dans le temple, le Chevalier parvient à occire le Hollow Knight, non sans l'aide du concerné : celui-ci se mutile volontairement, comme s'il voulait mourir et laisser le petit Chevalier prendre sa place et mettre fin à ses tourments. Lors du combat, la musique répète le même motif de manière obsessionnelle, un marqueur de la souffrance du Hollow Knight, qui cherche à échapper à sa condition et s'inflige lui-même des dégâts. Le Chevalier finit par absorber le fléau qui le parasite, et se fait enchaîner à la place de son adversaire, devenant Hollow Knight à son tour, un chevalier creux enfermé et condamné à voir l'histoire se répéter. Le futur est sombre : plus aucun Rêveur n'aide à sceller le temple, et rien ne laisse indiquer que le Chevalier sera capable de tenir l'énergie du fléau comme le faisait l'ancien Hollow Knight, d'autant que le Roi pâle lui-même considérait le Chevalier incarné par le joueur comme un échec lors de la création du premier Hollow Knight. Peut-être, une fois fini de consumer le Chevalier, le Fléau pourra-t-il simplement gagner Hallownest et poursuivre son œuvre. Il s'agit de la fin accessible par défaut après avoir triomphé des trois Rêveurs,.
Les deux fins restantes sont accessibles après avoir obtenu le charme « Void Heart », au fond des abysses. Dans la première, dont la culmination n'est que superficielle, Hornet porte secours au Chevalier pour venir à bout du Hollow Knight, mais le héros refuse d'utiliser son aiguillon des rêves et ne découvre donc pas le dernier secret de son ennemi. Les conséquences sont sans appel : après avoir triomphé du prisonnier creux, Hornet scelle le temple de l'intérieur et s'y piège elle-même ainsi que le Chevalier, qui devient le nouveau Hollow Knight, à jamais,.
La toute dernière fin, dont l'issue n'est pas sans espoir, nécessite de finir la zone onirique du Palais blanc. Hornet surgit de nouveau dans la bataille finale pour immobiliser le Hollow Knight et laisser au Chevalier l'opportunité d'utiliser son aiguillon des rêves et d'entrer dans la conscience du prisonnier. Il y découvre une entité nommée Radiance, le véritable ennemi et boss final du jeu, à l'origine du Fléau. La possibilité laissée au chevalier est alors de « transcender » le mal,. Lorsque Radiance vient à périr sous les coups du Chevalier et grâce à la participation d'un Hollow Knight onirique, le monde des rêves s'évanouit. Hornet retrouve ses esprits, et contemple le masque brisé du Chevalier. Le cycle de tourment infini du Hollow Knight a pris fin. Tous les êtres du vide se dissipent après avoir contemplé la mort de Radiance, personnification du Fléau, et Hallownest est sauvée de l'infection. Seule demeure Hornet, témoin du sacrifice du Chevalier,.

## Système de jeu

### Mécanismes de jeu

#### Metroidvania
Hollow Knight est un jeu vidéo d'action-aventure en deux dimensions. Le joueur y incarne un chevalier anonyme (« The Knight » en version originale), un petit personnage semblable à un perce-oreille, muet et au visage inexpressif, qui doit survivre dans un vaste environnement labyrinthique laissant la part belle à l'exploration et au combat. Chaque habitant du monde d'Hallownest, le royaume présenté dans la diégèse, est de forme insectoïde ; la plupart d'entre eux sont hostiles au protagoniste, mais certains sont prêts à l'aider en échange de « géos », de petites gemmes formant la monnaie du jeu. 30 boss et 150 types d'ennemis aux comportements personnalisés parsèment les 13 régions du monde et invitent le joueur à les combattre pour progresser dans son exploration. Leurs apparences sont variées mais leur anatomie tient pour la plupart d'insectes réels, à l'image d'ennemis rappelant la forme d'une abeille ou d'une araignée.

De redoutables abeilles font partie du bestiaire.

Le jeu est plus particulièrement un metroidvania, un sous-genre du jeu d'action-aventure dans lequel le joueur se déplace dans un vaste monde de jeu dont il doit débloquer chaque nouvelle zone en explorant l'environnement et en atteignant certains jalons, marqués par exemple par l'obtention de pouvoirs inédits. D'après Team Cherry, qui propose une définition moins figée, il s'agit seulement d'un genre dans lequel « le jeu se situe dans un monde vaste et interconnecté », avec un système porté sur l'exploration et le déblocage progressif de nouvelles capacités permettant de s'infiltrer dans des passages de la carte de jeu précédemment inaccessibles. Les développeurs de Hollow Knight évitent d'ailleurs de considérer leur création comme appartenant au metroidvania, que ce soit en cours de développement ou au moment de lancer la communication autour de sa sortie, pour ne pas s'imposer de respecter toutes les conventions du genre.

#### Combat

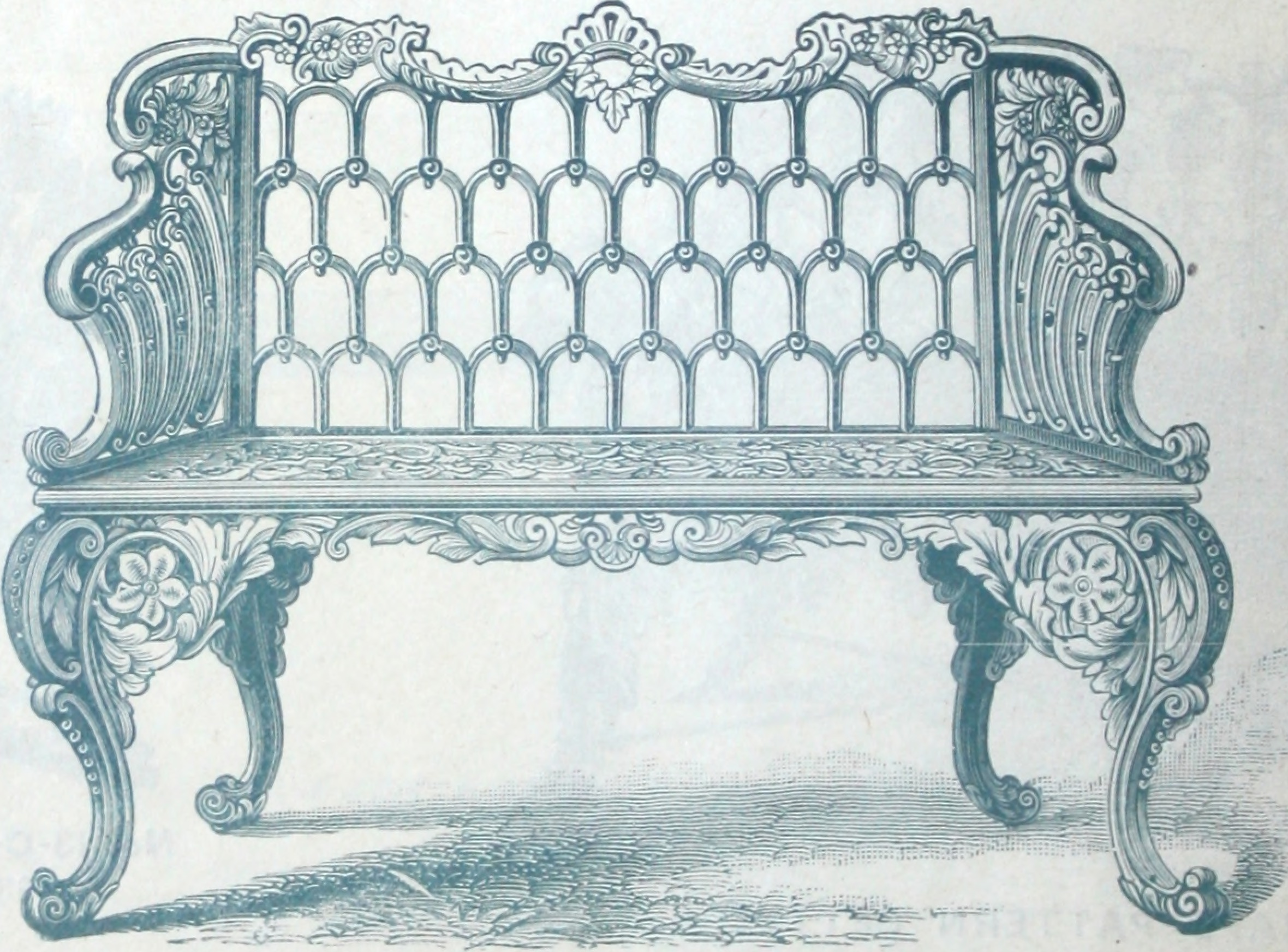
Des bancs en métal ouvragé servent de points de sauvegarde et de repos.

Pour tenir tête à ses adversaires, le héros dispose d'une petite épée appelée « aiguillon » (« nail » en version originale), dont il est possible d'améliorer la lame en déboursant auprès de certains personnages non-joueurs des géos (monnaie du royaume d'Hallownest) durement acquises. En frappant ses ennemis ou l'environnement à répétition, l'usage de l'aiguillon recharge peu à peu une réserve, la « jauge d'âme » dont dispose le personnage, qui lui permet de puiser dans ses forces pour effectuer des coups spéciaux ou bien recharger une partie de sa santé ; cette dernière action nécessite cependant de s'immobiliser momentanément pour se concentrer, ce qui rend le héros vulnérable à ses ennemis. Le fait d'avoir à consommer le même type d'énergie pour restaurer sa vie et pour asséner des coups spéciaux nécessite de fait un arbitrage constant, une responsabilité qui s'ajoute à celles inhérentes au combat en temps réel. Le Chevalier peut frapper avec sa lame aussi bien de côté que vers le haut ou vers le bas, une technique prisée par les joueurs consistant d'ailleurs à asséner continuellement des coups vers le bas sur un ennemi pour rebondir à l'infini et enchaîner les frappes de plus belle. Tout coup porté à un ennemi ou une surface occasionne cependant pour le héros un mouvement de bond qui le fait nettement reculer et doit être soigneusement planifié pour éviter de tomber dans un précipice ou un piège.
Le Chevalier peut acquérir des amulettes portant le nom de « charmes » pour bénéficier d'effets renforçant ses capacités. Celles-ci peuvent considérablement modifier les mécaniques et tactiques de jeu ; certaines se prêtent par exemple plus à être portées lors des phases d'exploration, et d'autres lors des phases de combat.
Dans le cas où le protagoniste succomberait à ses blessures parce que sa jauge de vie est épuisée, il ressuscite sur le dernier banc croisé sur son chemin, qui officie dans le jeu comme un espace de sauvegarde. L'argent du Chevalier est cependant perdu ; le seul espoir de pouvoir le récupérer consiste à retourner sur les lieux de sa dernière mort, et à triompher au terme d'un combat du fantôme du protagoniste, qui attend sur les lieux et défend son trésor. Cette ombre qui paraît possédée par un ennemi appuie le lore du jeu, qui repose sur le concept de réceptacles d'âmes. Dans le cas où cette ombre funèbre serait postée dans un endroit trop dangereux et où le joueur risquerait de mourir à nouveau en retournant récupérer ses gemmes, et donc de perdre définitivement le précieux pécule, il est possible d'acquérir contre un prix exigeant un rare « œuf rance » (rancid egg en version originale), qui lui restitue immédiatement sa fortune.

#### Progression

Le jeu fait la part belle à l'exploration et la cartographie, et plusieurs items permettent d'annoter des indications nouvelles sur les relevés topographiques des zones.

Comme dans tout metroidvania, les possibilités d'exploration et de combat sont limitées par les capacités du personnage incarné par le joueur, le Chevalier. Ce dernier acquiert de nouveaux pouvoirs au fur et mesure de sa progression dans le jeu, qui est marquée concrètement par l'obtention d'objets précieux et la victoire dans des combats de boss ; atteindre ces jalons lui permet d'accéder à de nouvelles zones du jeu. Il lui est ainsi peu à peu possible d'effectuer un double saut, de courir brièvement dans les airs, ou encore de rebondir sur ses ennemis pour atteindre des zones éloignées et précédemment inaccessibles. L'apprentissage de ces pouvoirs s'effectue notamment lors des combats proposés au joueur, qui sont autant d'occasions de tester leur utilisation et de comprendre comment les adapter à chaque environnement. En participant du même esprit de découverte, il arrive que plusieurs moyens d'accéder à une même zone soient disponibles, ce dont s'assurent les développeurs en parsemant certaines salles d'insectes volants sur lesquels rebondir. Dans la région de Vertchemin (« Greenpath » en version originale), tôt dans le jeu, un moustique n'est ainsi implanté dans une salle que dans le seul but de permettre à de rares joueurs entreprenants (0,1 %, estime Team Cherry) de se forger leur propre raccourci en rebondissant sur lui plutôt qu'en suivant le chemin disponible au sol.

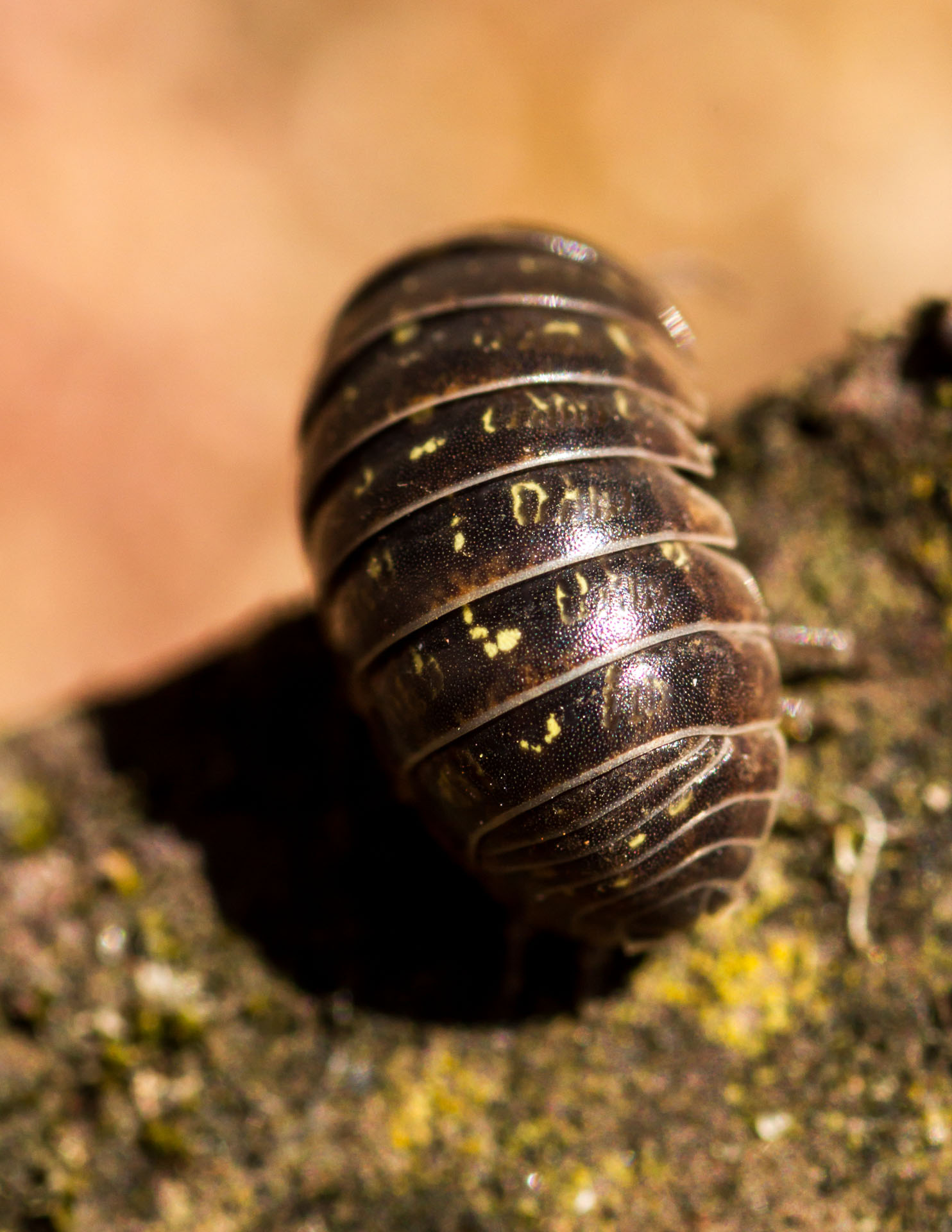
La monnaie interne à la diégèse, une gemme appelée « géo », ressemble à une carapace d'insecte.

Les gemmes récoltées dans Hallownest, les « géos », sont utilisables auprès des quelques marchands qui parsèment le monde de jeu. Au début d'une partie, elles permettent notamment d'acquérir de précieuses cartes pour mieux se repérer, et des marqueurs pour indiquer des points précis sur la carte, par exemple des barrières qu'il sera plus tard possible de traverser avec les pouvoirs appropriés. Nombre de gemmes sont distribuées en récompense lorsque le Chevalier délivre les quelques dizaines de larves emprisonnées dans le royaume par des insectes plus puissants, et dont la libération constitue l'une des quêtes annexes à l'intrigue. D'autres se trouvent en tuant des ennemis ou en vidant des filons de gemmes. Des fragments augmentant la jauge de vie du protagoniste ou sa capacité à porter des charmes sont dispersés dans le jeu ; si certains ne s'obtiennent qu'en triomphant de combats de boss ou de dangereuses zones de plates-formes, d'autres peuvent être achetés par le biais des géos,. Parmi les autres objets à acquérir en magasin se trouvent une boussole pour connaître son emplacement sur chaque carte, une plume pour compléter les relevés topographiques selon ses propres découvertes, ou encore des marqueurs pour noter l'emplacement des bancs de sauvegarde et des marchands.

#### Durée du jeu
Le jeu propose un contenu d'une durée d'une quarantaine ou d'une cinquantaine d'heures en comptant les extensions, bien qu'une partie puisse durer plutôt une vingtaine d'heures en se concentrant sur le cheminement vers le boss final,. Un pourcentage consultable à tout moment du jeu renseigne sur le degré de complétion de la partie ; après l'ajout des extensions, son maximum est de 112 %,.

### Esthétique
Hollow Knight présente un univers en deux dimensions, mélangeant dessins à la main et effets d'animation modernes dans une palette de couleurs monotones et sombres. Malgré les limitations de la 2D, l'éclairage dynamique (aura du personnage, brume, ombres) et les effets de particules contribuent à animer l'environnement, à l'image des petits ennemis cachés dans des buissons qui laissent des traînées de feuilles sur leur passage. Si les mouvements des personnages sont pré-calculés et appliqués en temps réel par le moteur de jeu, l'influence du joueur sur l'environnement paraît plus personnalisée et aléatoire, notamment quand le Chevalier frappe de son aiguillon un lampadaire, un panneau ou une tige de plante au hasard, et dégage alors des particules qui finissent par se fondre dans la nature. Bien que le décor soit fixé sur plusieurs couches en parallaxe, il est ainsi possible d'interagir avec plusieurs éléments anodins placés au premier plan. Les caractéristiques de la lumière et des ombres s'adaptent d'un biome à l'autre au style de dessin utilisé, notamment dans les transitions introduisant des cinématiques en 2D, à l'image de l'animation qui fait apparaître un coléoptère géant pour aider le protagoniste à se déplacer d'un point de la carte à un autre.
Le monde du jeu fait implicitement appel à un contexte médiéval, peuplé qu'il est par des personnages usés et parfois abattus devant les dangers d'Hallownest, tous animés cependant par l'ambition de progresser dans leur quête personnelle, et parfois croisant le Chevalier à de multiples reprises au fil de leurs pérégrinations. L'apparence des personnages tient de l'insectoïde, sans que cela ne soit explicité : si certains se rapprochent nettement d'insectes connus, d'autres semblent plutôt être l'amalgame de différentes caractéristiques du monde animal. Les pinces sur la tête du héros le rapprochent ainsi des perce-oreilles, tandis que sa cape évoque des ailes d'insecte repliées contre un corps de scarabée ou de coléoptère.

### Exploration
La carte de jeu est vaste et présente de nombreux biomes variés afin d'inciter le joueur à l'exploration : forêts à la végétation luxuriante, cavernes froides ou cités lugubres sont légion et disposent chacune de leur ambiance propre. Le monde est notamment parsemé de murs destructibles, de salles secrètes et de personnages engoncés dans des cavernes isolées et qui sont autant de clefs pour espérer déchiffrer l'intrigue du jeu. La progression dans ces zones de jeu n'est cependant pas linéaire : il est possible d'y accéder de différentes manières et à différentes étapes de l'histoire, ce qui personnalise chaque partie. L'obligation d'acheter la carte de chaque nouvelle zone auprès d'un cartographe itinérant nommé Cornifer, que le joueur ne trouvera qu'après avoir erré un long moment sans repère, participe encore davantage à renforcer le sentiment de découverte et de conquête des espaces immenses d'Hallownest, d'autant que chaque carte achetée reste lacunaire et doit être complétée par le joueur. Ce n'est qu'en explorant de soi-même chaque biome, et en constatant éventuellement des anomalies et des travées cachées que l'on peut espérer compléter la carte, qui se met alors à jour une fois un banc de sauvegarde atteint.
L'incitation à l'exploration passe aussi par la présence de personnages et de situations insolites, plutôt que par l'appel à collectionner des objets cachés. Plutôt que d'essayer de guider le joueur en lui fournissant des indications, le jeu l'invite à se perdre pour faire des découvertes insoupçonnées. Des indices auditifs sont parfois dispersés pour indiquer la présence d'un insecte caché derrière un mur destructible, d'un ennemi tapi dans les ombres, de précieux objets appelant à être découverts, ou encore de Cornifer le cartographe, en train d'esquisser frénétiquement de nouveaux plans et de laisser derrière lui des miettes de parchemin. Un système de déplacement rapide existe et doit également être débloqué par l'exploration, en découvrant de nouvelles « stations » dans lesquelles appeler, en sonnant une cloche, le destrier conforme au héros : un coléoptère géant prêt à transporter le Chevalier de station en station.

« [Se perdre] en vaudra la peine, et même quand vous vous perdrez vous ferez des découvertes. Vous ne serez pas juste en train de passer une heure à errer dans les mêmes grottes et à vous heurter aux mêmes obstacles, aux mêmes ennemis et à tout ça. Nous avions bien à l'esprit que les joueurs passeraient beaucoup de temps dans ce monde, à le traverser en long et en large, donc nous avons essayé d'y parsemer plein de petits secrets et de petits détails. [...] Même si vous ne faites que vous balader sans progresser dans l'intrigue, il pourra vous arriver de tomber sur une pièce que vous aviez manquée la dernière fois, et qui abrite un gros ennemi insolite, un ennemi qui n'existerait nulle part ailleurs, quelque chose comme ça,. »

— Team Cherry

### Difficulté
Hollow Knight offre une expérience de jeu volontairement difficile, qui implique de parfois recommencer plusieurs fois un combat de boss pour apprendre ses tactiques et espérer finalement en triompher. Il arrive d'ailleurs que lors de ces rencontres, une cage se referme autour du protagoniste, lui coupant toute possibilité de fuite et lui imposant la confrontation.
Nombre de publications consacrant des conseils à la manière d'aborder des jeux « difficiles » mentionnent Hollow Knight. Parmi leurs recommandations : faire des pauses en quittant le jeu, prendre affectivement de la distance en coupant la bande-son, s'éloigner physiquement de l'écran, étudier et lister les mouvements répétitifs de chaque boss, ou encore passer momentanément à autre chose et explorer une partie différente du jeu.
Hollow Knight intègre certains mécanismes de jeu rendus célèbres par la série des Dark Souls, des jeux réputés particulièrement difficiles, punitifs et intransigeants pour un joueur mal préparé au combat, en particulier au moment d'affronter des boss. Dans un système similaire à celui des feux de camp « à la Soul », des bancs servent de point de sauvegarde, de repos et de résurrection lorsque le protagoniste est annihilé. Tout comme un « jeu Soul », Hollow Knight exige du joueur une excellente connaissance de ses forces et de ses faiblesses pour parvenir à venir à bout d'ennemis plus imposants, tout en lui permettant par moments d'augmenter la qualité de son arme ou de son armure. De même encore, la collecte de « géos », ces gemmes qui servent de monnaie pour acheter des améliorations, est calquée sur celle des âmes dans les Souls : lorsque le personnage est tué, il perd toute sa fortune, qu'il ne peut récupérer qu'en retournant sur les lieux de sa mort ; s'il meurt entre-temps une seconde fois, l'argent disparaît à jamais. La narration au compte-gouttes est aussi une caractéristique récurrente de cette série vidéoludique.

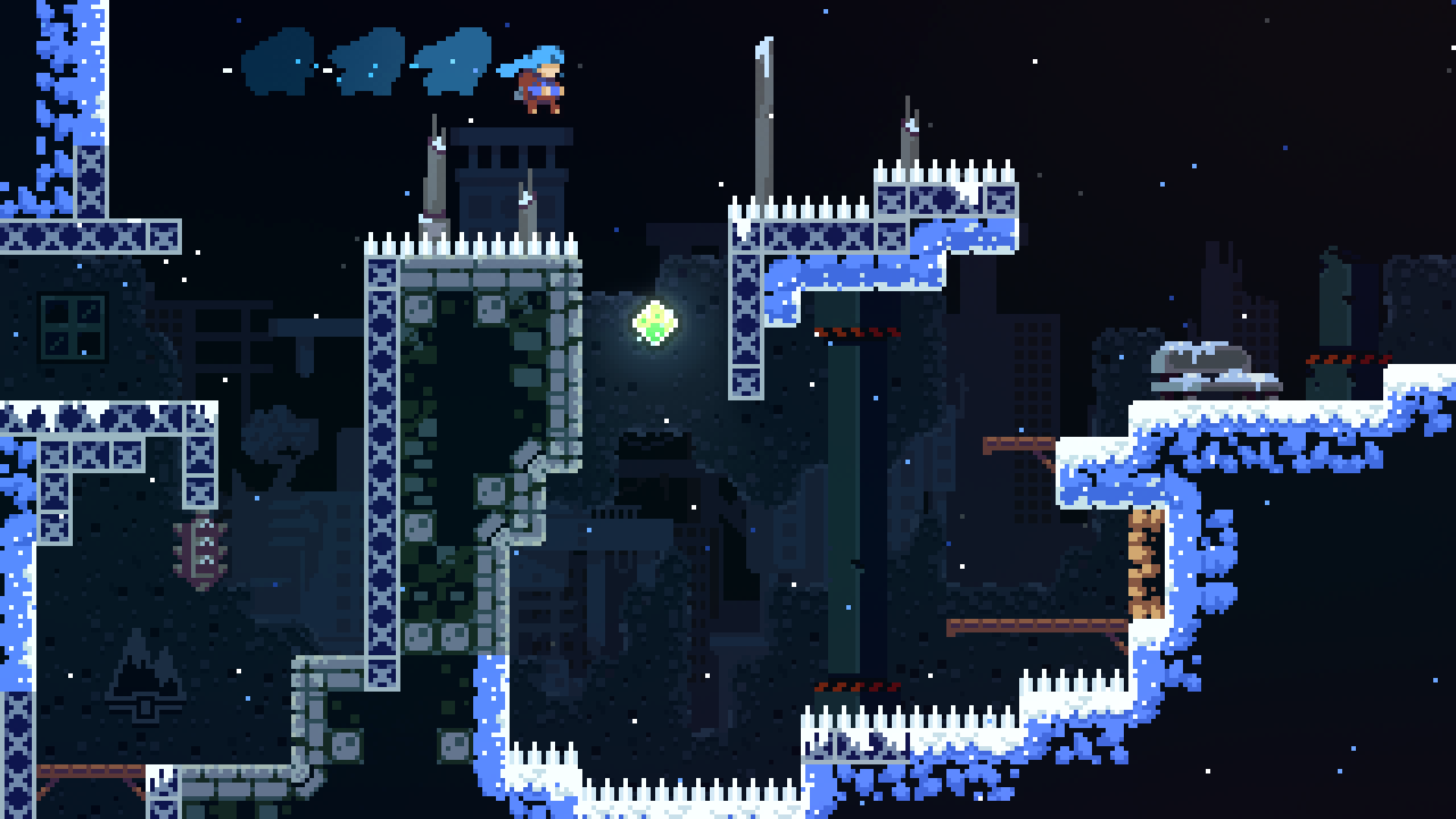
Capture d'écran du jeu Celeste (2018), réputé pour sa difficulté et dont la composante de jeu de plates-formes se rapproche de Hollow Knight.

D'après Waypoint, le jeu ne tombe cependant pas dans le piège de créer de la difficulté seulement pour se réclamer du genre des Dark Souls et satisfaire les attentes de stratégies commerciales ; la difficulté est finement dosée et son usage minutieusement implanté en jeu. Au contraire d'autres jeux vidéo, la progression ne se mesure pas par le fait de passer à un niveau supérieur et donc de renforcer automatiquement sa résilience ; il est nécessaire de se soumettre à un apprentissage, celui de composer avec les forces et faiblesses du personnage et de savoir tirer leçon de ses échecs successifs sur une même séquence de jeu. Les améliorations apportées par les charmes ont une limite, et le seul moyen de triompher de tous les dangers reste l'apprentissage de chaque nouveau pouvoir offert au Chevalier.
Les zones les plus difficiles du jeu exigent du joueur d'avoir retenu et maîtrisé tous les moyens de naviguer dans le monde d'Hallownest. Dans le Palais blanc (« White Palace » en version originale), ainsi, un long niveau faisant presque office de masterclass fait appel à toutes les ressources du joueur pour venir à bout de casse-tête de plate-forme. Quant au boss final, ses attaques infligent le double des dégâts auxquels le joueur avait été habitué par les précédents boss.

## Thèmes

### Onirisme et mélancolie

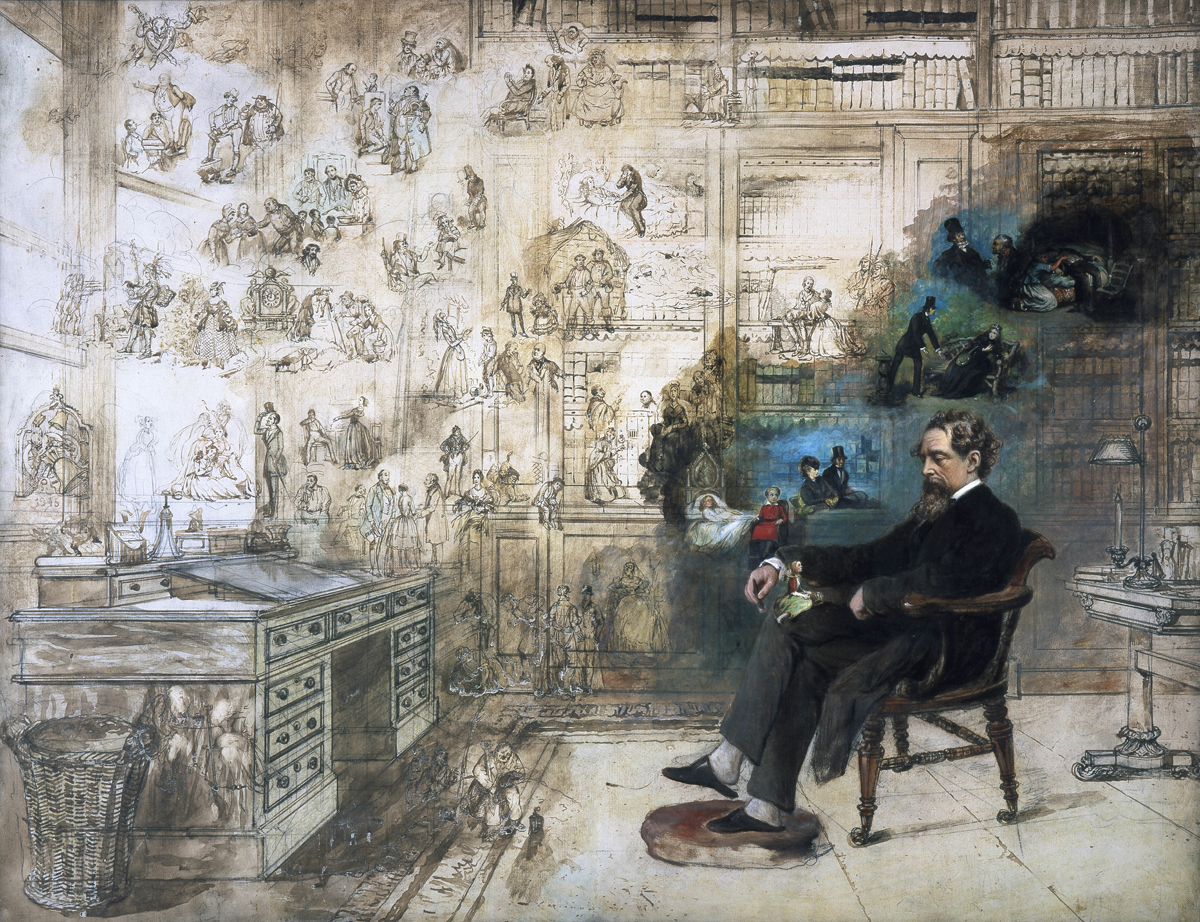
Le héros du jeu visite de temps à autre une dimension onirique (ici, Le Rêve de Dickens, tableau inachevé de Robert William Buss).

La mélancolie et la poésie du jeu font forte impression,,. De nombreux critiques et observateurs relèvent les points communs de Hollow Knight avec l'univers artistique du réalisateur Tim Burton,, mais également avec ceux des studios d'animation Pixar, Disney et Ghibli.
Son aspect onirique est régulièrement mis en avant, notamment par son directeur artistique Ari Gibson, qui cite le jeu indépendant invitant à l'errance Bientôt l'été comme une inspiration stylistique. Pour l'un des rescapés des attentats du 13 novembre 2015 en France, Hollow Knight fait d'ailleurs office de « refuge » fantasmagorique.
Les créateurs de Hollow Knight ambitionnent de donner l'illusion au joueur d'être réellement perdu et de sentir isolé parmi ces sentiers obscurs, alors que la roche gronde autour de lui et que d'hostiles créatures ourdissent des pièges à son encontre. L'ambiance, qui n'est pas sans rappeler le dessin animé mettant en scène des rats Brisby et le Secret de NIMH (1982), est riche de la menace d'insectes tapis dans les ombres, prêts à s'attaquer au protagoniste, et de la présence de visages amicaux qui paraissent soudainement au détour d'une exploration.
Le clavecin, un instrument passé de mode depuis des siècles, est utilisé dans le thème musical accompagnant les Dames Mantes et évoque maintes références liées à cette mélancolie ambiante. Il rappelle le cadre baroque de la série de jeux vidéo Castlevania, dont Hollow Knight s'inspire, et au-delà, les châteaux transylvains réputés pour abriter dans la tradition littéraire des vampires et autres créatures millénaires, qui pourraient paraître à leur place dans le jeu s'ils y adoptaient une forme insectoïde.

### Cruauté du monde

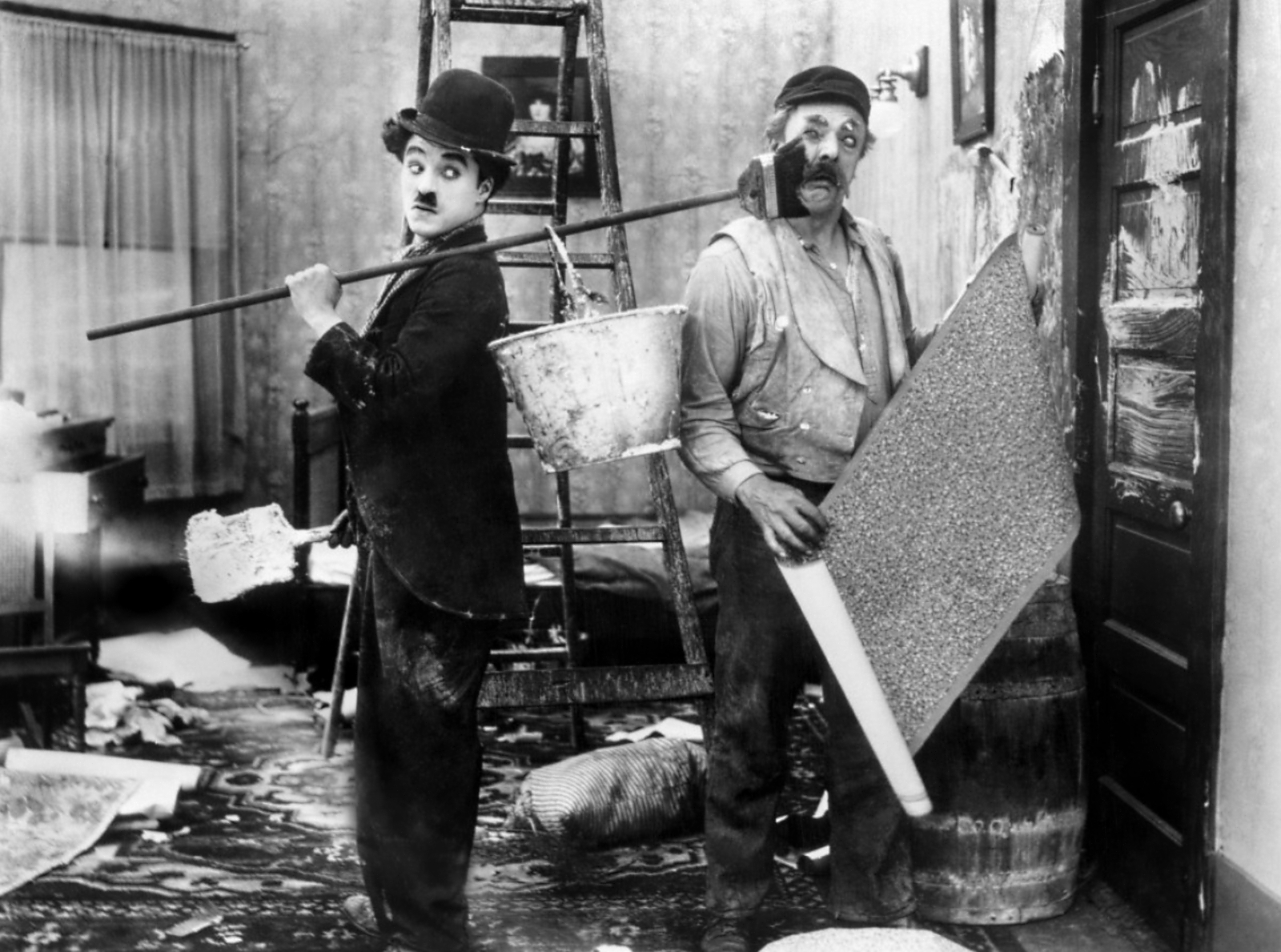
L'une des scènes cruelles du jeu se veut aussi comique et fait appel aux ressorts de l'humour slapstick, qui joue sur une violence physique volontairement exagérée.

Parmi tous les marchands offrant leurs services au Chevalier, l'une d'entre elles, une banquière nommée Millibelle, lui propose de placer son argent pour éviter de le perdre, si jamais il venait à accuser une défaite contre un ennemi. Après lui avoir confié plusieurs milliers de gemmes, cependant, le héros se rend compte en lui rendant une nouvelle fois visite qu'elle a plié bagage, et que son échoppe n'est qu'un décor en carton qui s'écrase au sol. L'argent a disparu et la criminelle est partie avec son butin.
Plus tard, le Chevalier peut la recroiser en train de se prélasser dans une source chaude, au sommet d'une tour de la Cité des larmes. Face à la fureur du héros, l'insecte se rétracte dans sa carapace et des gemmes se mettent à en tomber, un flot qui s'intensifie si le joueur la frappe à répétition. L'intégralité de la somme subtilisée, gonflée par quelques milliers de gemmes supplémentaires, peut ainsi être récupérée. Le joueur est ainsi la victime d'une farce orchestrée par les développeurs du jeu, farce dont le ressort comique se poursuit lors de cette scène de baignade et d'humour slapstick. L'ensemble est cependant cruel, laissant croire au joueur que sa fortune a été dévalisée, et ce peut-être même définitivement si la voleuse n'est pas retrouvée.
Cette vilenie prégnante s'exprime aussi à travers le sort des dizaines de petites larves emprisonnées dans le monde d'Hallownest, que le Chevalier peut choisir de libérer pour leur permettre de rejoindre leur tribu, ou de laisser dépérir dans leur cage. La propagation de l'infection donne également lieu à des scènes tragiques, telle la transformation progressive de Myla, une insecte mineuse. Cette dernière passe en effet d'un personnage chantonnant qui accueille chaleureusement le Chevalier à un personnage hostile au fur et à mesure des événements du jeu,.

### Aventure et exploration

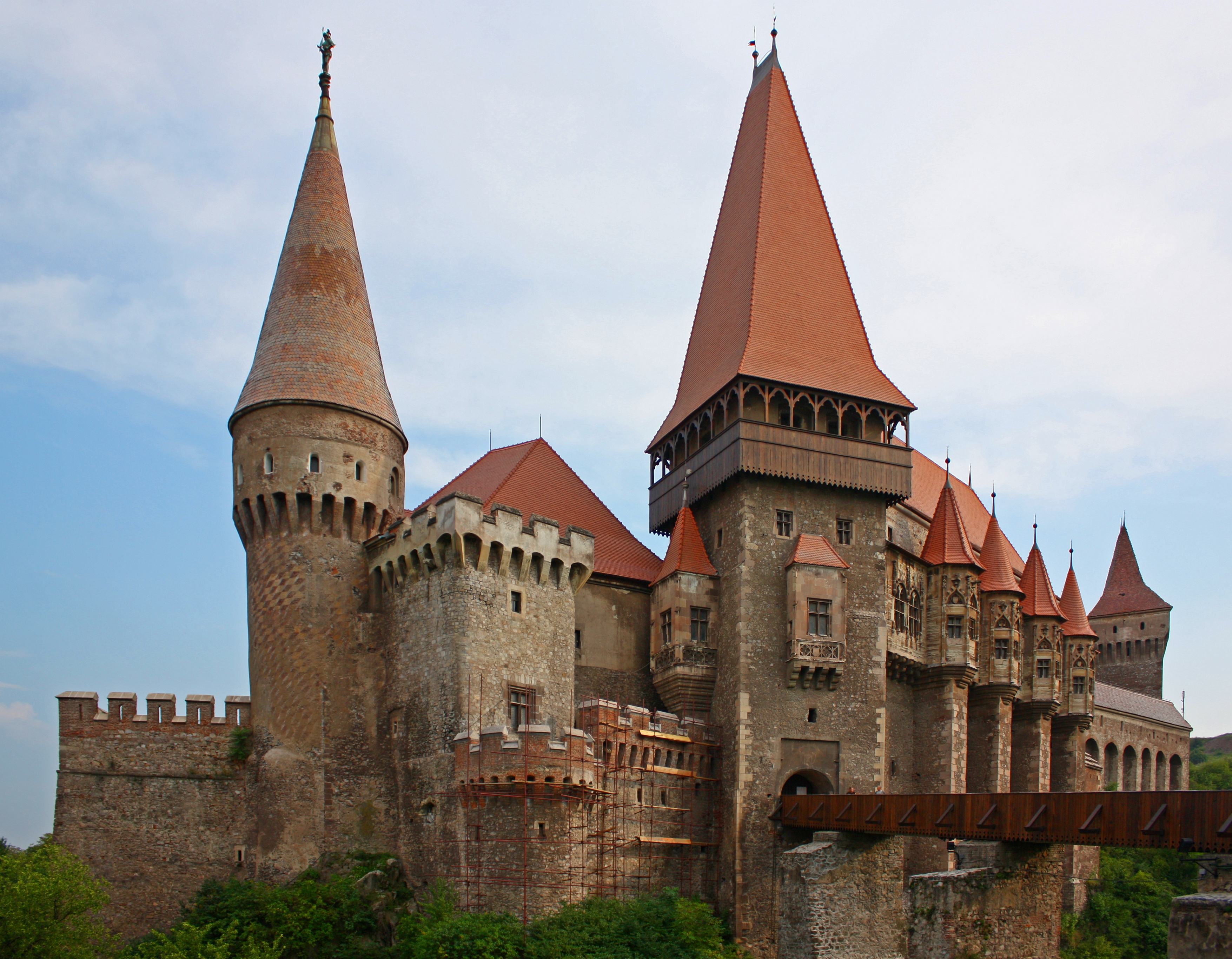
Un château en Transylvanie.

L'usage de la carte dans Hollow Knight se plie aux conventions du réel : il est impossible de la consulter alors que le personnage est en déplacement ou flotte sur l'eau, de même qu'il est impossible de l'annoter sans s'être au préalable assis sur un banc. Dans de sombres corridors pleins de dangers, il serait inconcevable que le héros s'assoie pour compléter sa prise de notes. D'autre part, si Cornifer est capable de dessiner des cartes par lui-même mais pas le Chevalier, ce peut tout simplement être parce que leurs compétences en dessin diffèrent. Ces contraintes font sens dans un jeu qui récompense les joueurs adoptant une posture d'explorateur.
La difficulté assumée du jeu vise à engendrer chez le joueur un sentiment de satisfaction en surmontant chaque passage difficile ; c'est pourquoi les extensions proposent encore une difficulté relevée.

### Inspirations
Malgré la profusion de comparaisons entre Hollow Knight et Dark Souls, ses développeurs se défendent de s'être inspirés du jeu. William Pellen, le cofondateur du studio chargé de la programmation, témoigne : « À vrai dire, je n'avais jamais vraiment joué à Dark Souls lorsque nous avons développé le jeu. J'y ai pas mal joué après, quand j'ai vu toutes ces comparaisons entre Hollow Knight et Dark Souls. Je pense que nous avons fait référence à nombre de jeux auxquels Dark Souls fait aussi référence, voilà pourquoi il y aurait beaucoup de liens ».
Les inspirations de Hollow Knight tiennent plutôt de jeux originaires de la console NES et sortis à la fin des années 1980 tels que Zelda II: The Adventure of Link ou Faxanadu, ce dernier proposant déjà un système d'exploration verticale. Il s'inspire aussi des jeux comportant des passages insolites comme dans The Legend of Zelda: Majora's Mask ou A Link to the Past. Ce sont des œuvres qui magnifient la place laissée à l'inconnu et la découverte ; ce choix se reflète dans Hollow Knight par le dépassement sans cesse renouvelé des attentes du joueur, qui découvre un potentiel d'exploration sans communes mesures.
Les développeurs ne s'imposent pas de respecter un genre particulier, avec ses règles et ses conventions, bien qu'ils mentionnent amplement Metroid et Castlevania (lesquels ont formé le mot-valise metroidvania) parmi leurs inspirations,. Mega Man influence certains éléments du jeu tels que les mouvements du personnage, tout comme la série des Mario. Le système des « charmes », des amulettes qui renforcent ponctuellement les capacités du héros, est d'ailleurs hérité de Paper Mario.

## Développement

### Production

#### Degame jamengame jam
Hollow Knight est le premier projet commercial développé par Team Cherry, studio fondé en 2012 par deux Australiens, les coréalisateurs Ari Gibson et William Pellen, lesquels sont rejoints plus tard par leur ami Rohan Fraser. Tous deux se connaissent de métier ; ils se sont rencontrés au début des années 2000 par des amis communs, puis décident en août 2013 de participer ensemble à une game jam de 72 heures, la 27e édition de la Ludum Dare, qui donne naissance au petit jeu Hungry Knight. Ces moments de création resserrés permettent de gagner en expérience sur l'ensemble des phases de développement d'un jeu. Le gameplay de Hungry Knight consiste alors à attraper et avaler des insectes plus petits que le héros pour éviter que celui-ci ne meure de faim. Il s'agit du même protagoniste et des mêmes sprites que le futur Hollow Knight ; la qualité du jeu est cependant considérée comme médiocre, ce que reflètent les quelques avis laissés par des joueurs. L'animation du protagoniste est alors des plus simples ; celle-ci est composée d'un modèle unique en 2D, avec une animation de saut.

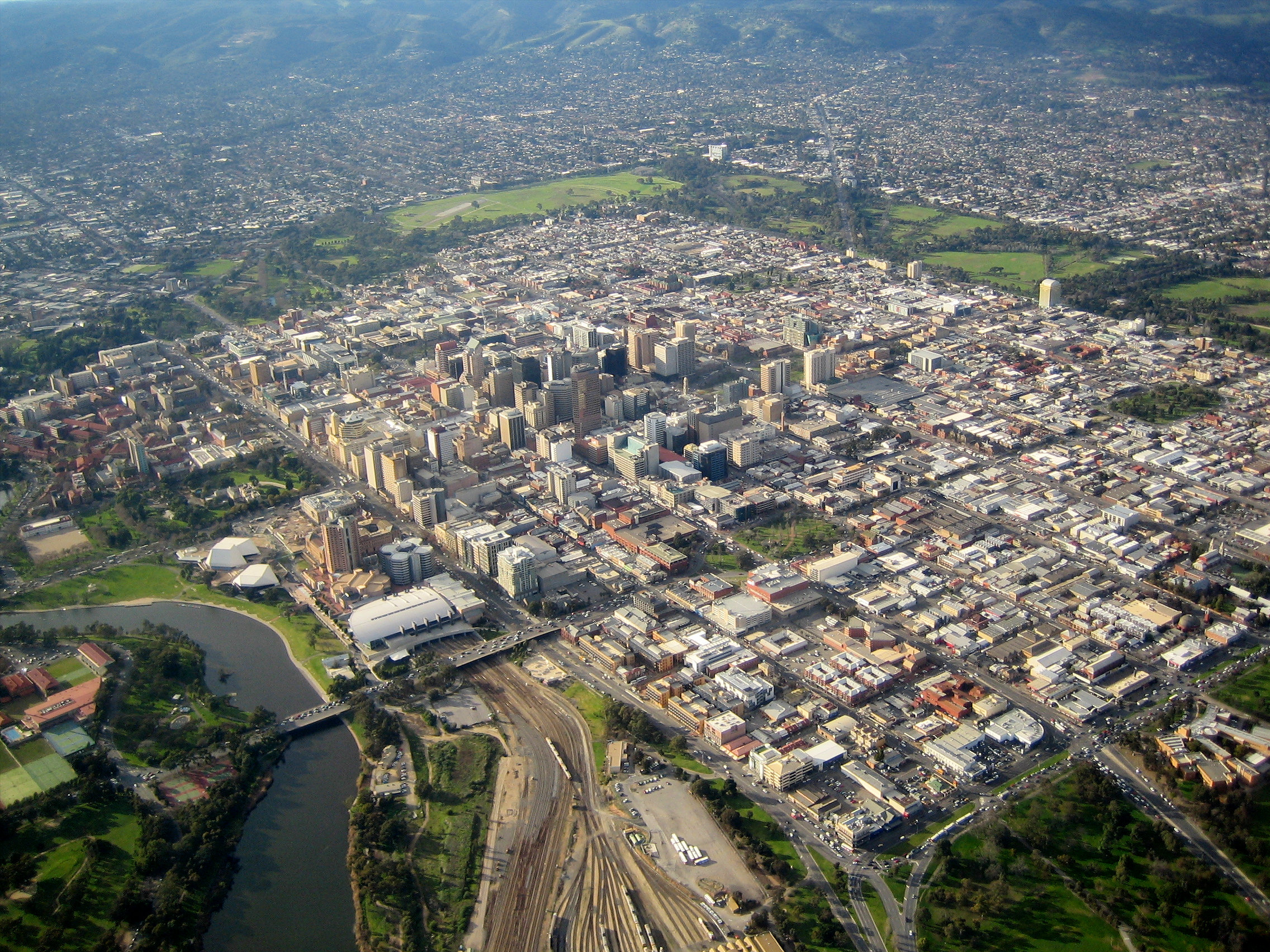
Adélaïde, en Australie, où le jeu est développé par Team Cherry.

Au terme de leur troisième game jam ensemble, la 29e édition de la Ludum Dare qui dure trois jours et impose un thème « sous la surface », les bases de ce qui deviendra Hollow Knight sont amorcées. Les deux développeurs échouent à finir le jeu en temps et en heure, mais réfléchissent suffisamment à un moyen d'incorporer leur petit chevalier insectoïde dans l'exploration d'un royaume souterrain, et se rendent compte de la similarité des cartes de metroidvania avec l'architecture de nids d'insectes. Le concept de Hollow Knight est alors établi. Quatre images conceptuelles sont notamment dessinées pour travailler l'esthétique du futur jeu : elles présentent le protagoniste sous la forme d'un voyageur parcourant un monde désolé et irréel, non pas encore un chevalier, et croisant sur sa route d'immenses insectes aux formes et aux modes de vie variés.
Le style insectoïde s'explique par la facilité pour les artistes à dessiner un insecte et la rapidité à en dessiner plusieurs en un temps réduit : c'est la conséquence d'une « créativité par la contrainte ». Une ébauche du héros le fait alors ressembler à un petit insecte d'apparence étrange, au long nez recourbé et affublé d'un béret aux couleurs vives. La ville de Dirtmouth présente dans la version finale du jeu est presque identique à celle conçue pour la game jam.
Tous deux sont désireux de créer un nouveau jeu avec ce même personnage dans un monde insectoïde et de le commercialiser de manière professionnelle, et lancent fin 2014 une campagne Kickstarter pour le financer. À cette occasion, le directeur artistique Ari Gibson dessine des key arts, des images promotionnelles officielles, qui seront parmi les seules créées pour le jeu. Ces illustrations font appel à une palette de couleurs bleues et à un style de dessin simplifié par rapport à celui utilisé pour la game jam précédente, tout en transmettant davantage l'esprit d'aventure du jeu.
Ari Gibson et William Pellen affirment partager la paternité du style et de l'atmosphère du jeu à parts égales, même si Gibson est plus officiellement chargé de la direction artistique, de l'animation et du level design, et Pellen de la programmation des systèmes. Il arrive ainsi à Pellen de concevoir des personnages, comme celui du cartographe Cornifer.

#### L'influence du financement participatif
La campagne de financement participatif remporte un succès raisonnable mais « modéré », qui rassure néanmoins Gibson et Pellen quant à la pertinence et l'intérêt de leur proposition. 2 158 contributeurs assurent au jeu un budget de 57 138 dollars australiens, bien supérieur au but de 35 000 dollars australiens. Ce surplus inattendu pousse les deux membres de Team Cherry à étendre la taille du jeu et à embaucher deux personnes en renfort. Les rejoignent alors le directeur technique David Kazi, capable de coder, et le compositeur Christopher Larkin, auxquels s'ajouteront parfois des stagiaires pour travailler les dessins.
Les « objectifs optimistes » indiqués par Team Cherry comme argument de soutien pressurent les développeurs à développer un jeu toujours plus grand. Le fait de devoir régulièrement communiquer et rendre compte aux contributeurs du financement participatif aide également les développeurs à repérer les éventuelles failles du jeu. C'est lors d'une séance de questions-réponses, notamment, qu'ils se rendent compte qu'aucun mécanisme de jeu n'est encore prévu pour parer à la mort du personnage.

#### Conception des dessins et décors
Pour simplifier leur charge de travail, les deux fondateurs se mettent d'accord sur le choix d'une esthétique en deux dimensions. Par rapport à l'assemblage du jeu entier, la préparation des dessins ne demande d'ailleurs que peu de temps à Ari Gibson, l'artiste en titre, bien qu'il y ait près de 150 ennemis à modéliser, chacun avec son propre style d'attaque, sans compter les personnages non-joueurs. La plupart sont dessinés d'un seul trait, bien que l'animation de chaque modèle 2D nécessite plus de temps et empêche de s'attarder sur l'itération de leur design. La création du protagoniste tient du même désir de simplicité et de fuite des difficultés techniques : Gibson explique que lui attribuer un manteau évite d'avoir à modéliser ses bras, et que « [l'apparence du personnage] provient probablement juste de la manière la plus simple possible de représenter une forme insectoïde ayant le comportement d'un chevalier ». Le chevalier n'a d'ailleurs pas de genre.
Les décors sont esquissés par Gibson dans des carnets ; trois cahiers suffisent à remplir le monde du jeu, étant donné que la presque totalité de ces dessins trouvent leur place dans la version finale du jeu. Si ces brouillons sont la plupart du temps produits lors de soirées entre artistes auxquelles participe Gibson dans un bar, les intégrer en jeu lui prend près d'une semaine à chaque fois.
À l'époque, les membres de Team Cherry décrivent facétieusement leur processus de création comme suit : « Ils s'assoient tous dans un cercle et ferment les yeux tandis qu'ils partagent un même rêve. Un rêve dans lequel ils explorent le monde d'Hallownest sous la forme d'insectes, et notent soigneusement tout ce qu'ils aperçoivent, comme dans une expérience scientifique. Puis ils se réveillent et ajoutent au jeu tout ce qu'ils ont vu dans le rêve. Mais s'agissait-il entièrement d'un rêve, ? » Ils cherchent également des références dans la nature, en étudiant en particulier la vie animale et des insectes. Au quotidien, Ari Gibson travaille sur l'animation des boss, sur le remplissage des décors, et sur le peuplement des zones en ajoutant des éléments marquants.

#### Conception de la carte de jeu
Team Cherry se met à l'œuvre sur la création du monde avec un mot d'ordre : ne pas céder la main à l'analytique. Pour les développeurs, la disposition des régions et des moyens de les parcourir doit avoir du sens, et non pas naître d'une logique visant à créer le meilleur cheminement du personnage possible. Cette approche a l'avantage de légitimer la possibilité de se perdre. Pour gagner du temps, l'équipe se refuse également à avancer trop à tâtons et à itérer éternellement.

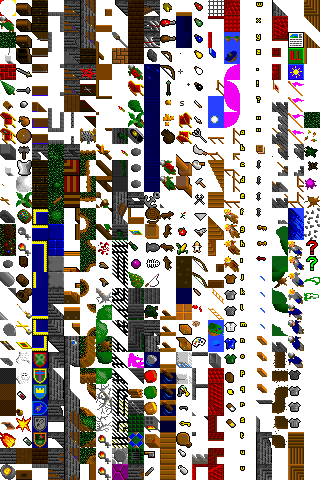
Un système de tuiles à disposer dans un moteur de jeu pour obtenir un rendu rapide.

Le jeu prend d'abord forme avec Stencyl, un logiciel gratuit de développement de jeux en 2D. Une version du jeu y est montée et permet de parcourir dans son entièreté le monde d'Hallownest, bien que les graphismes soient encore à l'état d'ébauche ; le développement du jeu se poursuivra cependant par la suite avec le logiciel Unity. Les esquisses dessinées par Gibson sont scannées puis nettoyées par ordinateur et placées directement dans le moteur de jeu, pour transmettre immédiatement l'identité visuelle du monde.

« Notre objectif visuel [pour la phase de concept] était de « faire simple ». Ce mantra s'est ensuite appliqué au reste de la direction artistique, et s'est probablement révélé déterminant pour nous permettre de créer un monde aussi vaste en deux ans,. »

— Ari Gibson
Le monde de jeu est créé, à partir de schémas de Team Cherry, avec des tuiles noires de 64 pixels de long et de large, très rapides à peindre et à tester en jeu pour s'assurer de la conformité de la version en développement avec les attentes des développeurs. Les grottes et les pièces d'Hallownest sont ainsi basées sur ces tuiles, de simples pans de mosaïque qui leur attribuent une forme géométrique tout en laissant de la place pour l'ajout ultérieur des décors ; puis, ainsi ébauchées, ces scènes sont testées pour s'assurer que chaque plate-forme est située comme elle devrait l'être pour être atteignable par le joueur et les ennemis.
Ari Gibson remplit ensuite la scène de décors, puis lui ou Pellen ajoutent les derniers éléments : ennemis et autres gemmes. Il faut un mois à Pellen pour créer toutes les créatures hostiles du jeu, qu'il conçoit d'un bloc sans travailler autre chose ; il passe ensuite une semaine pour chaque zone du jeu à piocher dans cette palette et à implanter les ennemis, les interrupteurs ou les ponts.

#### Conception de la progression

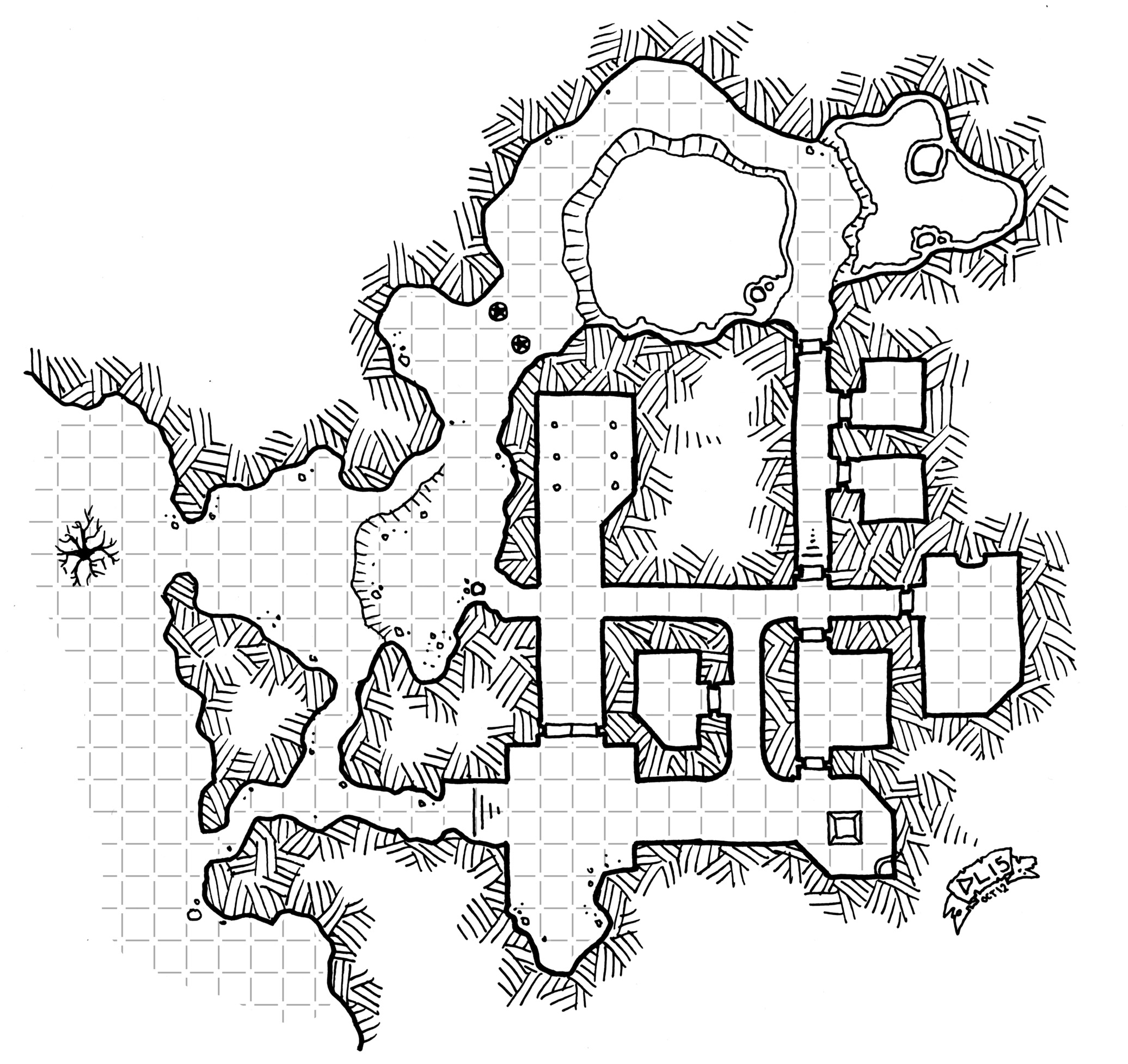
Les zones de la carte de jeu de Hollow Knight s'apparentent à celles d'un donjon : des corridors étroits sont bordés d'occupants hostiles et de pièges, et font appel à l'ingéniosité du joueur pour pouvoir progresser.

Tôt dans le développement, Team Cherry établit les seuils de progression du personnage et la répartition de ses pouvoirs spéciaux, afin de concevoir le cheminement à proposer sur la carte de jeu. Ce n'est que plus tard, alors que le jeu prend des formes et s'étend, que la progression perd de sa linéarité et offre plus d'indépendance. Plusieurs pouvoirs finissent d'ailleurs par n'être plus qu'optionnels et ne pas avoir d'importance pour atteindre la fin du jeu, ce dont peuvent profiter les futurs speedrunners.
Dans la version du jeu conçue en game jam, l'idée est que les zones de la carte comportent des salles « pré-fabriquées » distribuées aléatoirement au bout des couloirs : « les décors intérieurs n'auraient pas été trop aléatoires, mais [le jeu] aurait pris la forme d'un petit Metroidvania d'une heure ou deux, mais capable de se réarranger à chaque partie, et avec des pouvoirs spéciaux qui auraient pu être obtenus dans un ordre différent, ou quelque chose comme ça,. » Un concept de carte de cette époque attribue alors des chiffres et des lettres à chaque section afin d'établir les raccordements possibles et les arrivées vers des caches de « secret » (un insecte à délivrer ou un coffre). L'ensemble est cependant confus et pénible à mettre en place, et n'aurait pas présenté d'intérêt ludique ou narratif pour le joueur.
Dans un jeu avec un monde aussi étendu et avec autant d'embranchements entre les zones, il arrive que la crédibilité du placement des pièces, en hauteur ou largeur, s'incline devant des exigences de praticité. D'après Team Cherry, la carte de Hollow Knight est cependant réaliste à 98 %, en ne faisant appel qu'à de petits ajustements comme des salles placées un peu plus bas qu'elles ne devraient l'être par rapport aux autres. Les développeurs font attention à éviter la frustration dans des trajets interminables, et veillent à placer nombre de connexions entre les zones, qui ont l'avantage de récompenser les joueurs les plus explorateurs. Vers la fin du jeu, la zone des « Routes oubliées » se métamorphose en « Routes infectées » et adopte de nouveaux décors, de manière à éviter de lasser le joueur. Cette métamorphose est une expression littérale de la transformation qui s'opère dans le paradigme du joueur, qui a gagné en puissance et en connaissance au cours de son périple et n'est désormais plus le même, de même que les zones qu'il redoutait auparavant et qui ne présentent plus les mêmes caractéristiques à ses yeux. Le système de cartographie, qui permet au protagoniste d'acheter des cartes lacunaires avant les compléter lui-même au gré de ses découvertes, permet à Team Cherry de s'éloigner des cartes de jeu de type Metroid, où le monde de jeu est connu et délimité avant que le joueur n'accède à cette connaissance.

#### Conception des régions du monde
Dans les premières ébauches de la carte, le village de Dirtmouth, situé aux Routes Oubliées (« Forgotten Crossroads » en version originale) apparaît véritablement comme le croisement entre trois zones situées en contrebas : la zone des champignons (« Fungus » en version originale) à gauche, une zone désertique à droite, et la Cité des Larmes (« City of Tears » en version originale) tout en bas. C'est dans ces trois zones qu'auraient alors pu se situer les trois boss principaux, les Rêveurs (« Dreamers » en version originale), qui n'auraient que légèrement varié d'apparence entre eux,. Après avoir vaincu chacun de ces boss majeurs, le joueur aurait eu à retourner au commencement et battre le boss final, une structure narrative qui se retrouve dans le jeu fini.
Team Cherry conçoit un cheminement basique que le joueur sera amené à suivre : « l'arrivée au village, les routes oubliées, les champignons, l'obtention d'un pouvoir, la ville, l'obtention d'un pouvoir, la « forêt des ossements », l'obtention d'un pouvoir, le retour en arrière, la ville, le retour en arrière et les champignons, et à ce moment-là vous auriez parcouru le jeu, reviendriez et devriez battre le dernier boss ». Ces régions prévues pour être explorées à plusieurs reprises finissent par se subdiviser en zones plus spécifiques : « Fungus 1 » devient Vertchemin, « Fungus 2 » devient Caverne Nocive, et « Fungus 3 » devient à la fois Brumes-Canyon et les Jardins de la Reine,. Nid-Profond doit son existence et son tramway isolé au souhait des développeurs de disposer d'une zone à la fois étroite et obscure, nécessitant l'usage d'une lanterne, et abritant parmi tous ses prédateurs des araignées.
Une immense région baptisée « Bone Forest », accessible par double saut, est ainsi imaginée tôt dans le développement et conçue jusqu'à une forme avancée ; prévue tout d'abord pour se situer sur la droite de la carte, puis tout en bas du monde, au-dessus des abysses, afin de rendre plus logique la présence de lave, elle est finalement coupée du contenu final. Team Cherry craint en effet qu'elle ne soit excessive dans un jeu déjà gourmand en temps de développement pour le studio et en temps d'exploration pour les futurs joueurs. Cette forêt constitue alors la plus large zone du jeu et propose de nombreuses possibilités d'exploration parmi les traînées de lave et les constructions à base d'ossements, sans qu'aucun ennemi ne vienne importuner le joueur.
Plusieurs zones ne sont imaginées que tardivement : le Bassin ancestral n'est implanté qu'après la disparition de « Bone Forest » ; le Lac bleu n'est ajouté qu'à titre narratif, afin d'expliquer le déluge de pluie tombant sur la Cité des larmes ; quant à la zone des Frontières du Royaume, d'abord nommée « Outskirts » (« Périphérie »), elle est créée en tout dernier afin d'abriter à la fois la Ruche, le second combat contre Hornet, et les autres éléments qui n'ont pas trouvé leur place dans les autres régions.

#### Fin du développement et portage sur d'autres plates-formes
Lors d'un entretien conduit en décembre 2014, le studio estime alors pouvoir sortir le jeu en juin 2015, loin des deux ans supplémentaires qu'il leur faudra en réalité. Courant 2015, Team Cherry organise une version bêta donnant accès à la première zone du jeu, les Routes oubliées ; l'accueil « extraordinaire » réservé à cette bêta les conforte dans leur direction. Fin septembre 2015, la date de sortie avancée est cette fois celle du quatrième trimestre 2015. Ces dates sont cependant rapidement dépassées, et le même constat est tiré en 2016 : il faut faire un choix parmi toutes les promesses de la campagne Kickstarter, et couper du contenu pour espérer sortir le jeu. C'est ainsi que la carte du jeu est considérablement modifiée : la zone de Boneforest est coupée et celle de Deepnest est réduite. Durant ces années de développement, le jeu est notamment présenté au public début 2016 à la convention Day of the Devs, qui se tient à la Game Developers Conference.
Les années de flottement durant lesquelles le jeu prend plus de temps que prévu voient également dépérir la console Wii U : si Team Cherry s'était engagé en 2014 à y porter le jeu, au début 2017 la donne est différente et le studio comprend l'intérêt d'attendre plutôt la sortie de la console succédant à la Wii U, la Nintendo Switch ; mais rompre cet objectif annoncé dans la campagne de financement participatif risque de provoquer le courroux des contributeurs. C'est finalement avec leur accord, ainsi qu'avec le soutien du constructeur japonais Nintendo, qui produit ces deux consoles, que la décision est prise,. Le portage sur Switch prend cependant du retard ; malgré les communications de Nintendo, qui incorpore le jeu dans les sorties sur Switch de l'année 2017, Team Cherry annonce en novembre 2017 une date de commercialisation en 2018, afin d'optimiser la version Switch autant que la version PC l'était à sa sortie. À l'occasion de cette annonce, les membres Team Cherry font part de leurs difficultés, qu'ils disent inhérentes à leur manque d'expérience. Ils dévoilent avoir parfois « construit le jeu d'une façon assez étrange et peu optimisée », et être obligés de réécrire ou réparer certaines parties du code source pour permettre au jeu de fonctionner de façon optimale, un « processus complexe » destiné à favoriser un portage nécessitant « plus de temps ». Team Cherry s'appuie sur le concours de Shark Jump Studios, un studio de développement australien, pour finaliser ce portage,. Pour la première fois, le studio évoque aussi la possibilité de portage sur d'autres plates-formes. Cette sortie sur Switch vise en particulier le marché japonais ; Team Cherry travaille à cet effet avec Kakehashi Games, une agence spécialisée dans la sortie en Asie de jeux indépendants occidentaux. Le jeu sort finalement sur la console portable en juin 2018.

### Bande-son

#### Musique

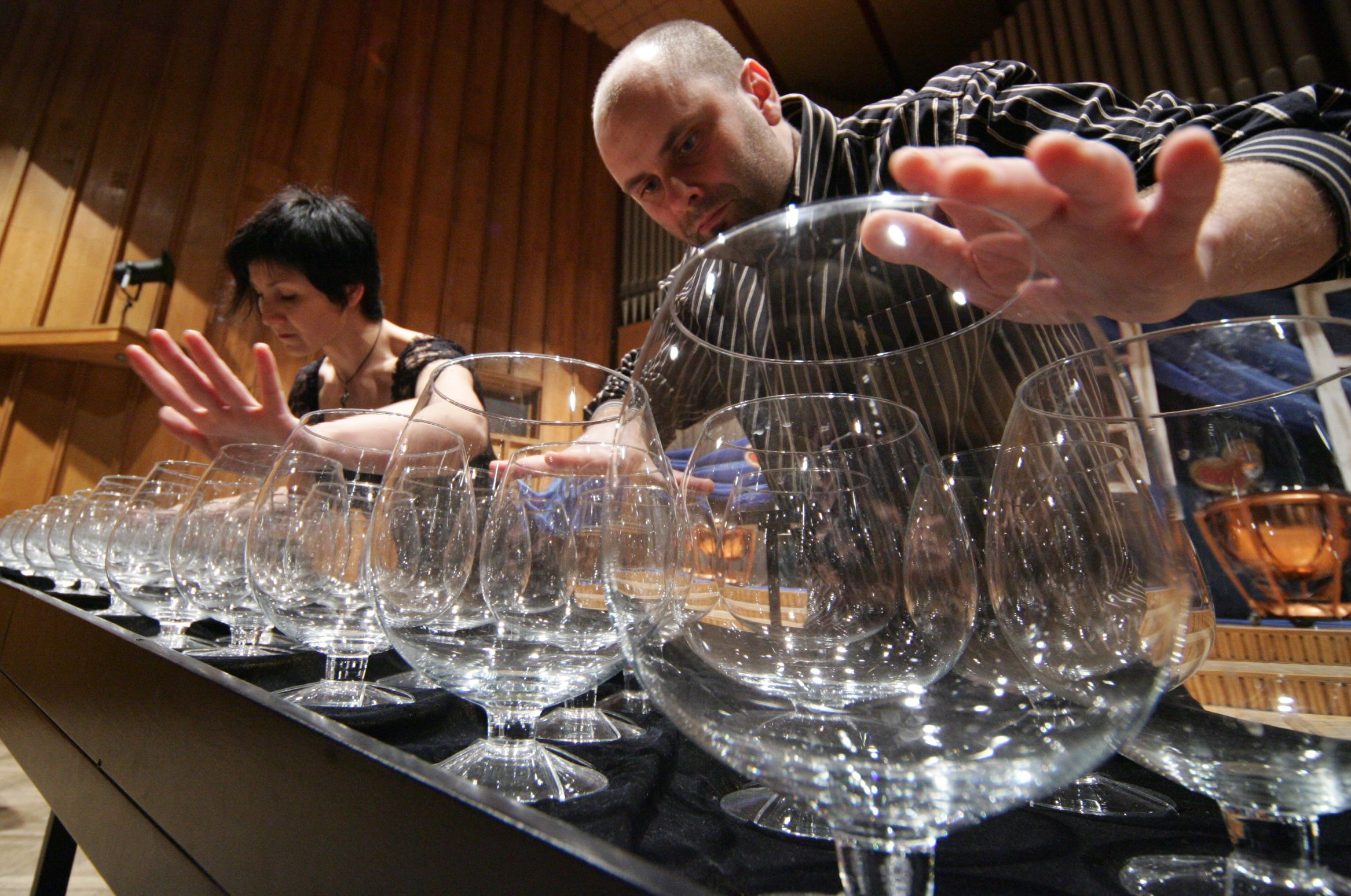
Des verres à vin sont utilisés pour susciter des sons délicats et personnaliser l'ambiance musicale de certaines zones du jeu.

Considérée comme un « succès », la musique du jeu est composée par l'Australien Christopher Larkin « sur plus ou moins deux années », en usant majoritairement d'un piano et d'un alto. Larkin, qui a l'expérience de la musique et du sound design sur plusieurs jeux indépendants, a déjà composé ponctuellement des thèmes pour Ari Gibson. Il est mandaté par Team Cherry pour composer une bande originale « à l'élégance sombre », « classique et mélancolique », avec aussi peu d'instrumentation que possible. De fait, rares sont les titres à faire usage d'autre chose que du piano et d'instruments à cordes : il s'agit alors de refléter le caractère propre à une zone particulière. L'ambiance visuelle et l'atmosphère des zones influencent les instruments sélectionnés pour créer des sons : Greenpath use ainsi de la harpe et du xylophone marimba, Soul Sanctum fait appel à un orgue aux sonorités gothiques et froides, et Crystal Peak sollicite des verres à vin et le kalimba pour produire des sons délicats, pareils au tintement du cristal.
Christopher Larkin échange régulièrement avec Team Cherry et dispose de notes précises sur chaque zone et chaque personnage, afin d'y adapter la musique et de proposer des leitmotiv. Dans certains cas, la première version ne correspond pas à l'idée visée, à l'instar du thème consacré à Hornet : une version initiale utilise une ligne de basse lourde, bien éloignée de la sophistication et de la vivacité des animations du personnage. Larkin cherche également à élaborer une musique séquencée qui s'adapte aux actions du joueur, en dégageant par exemple des moments de respiration. Il s'inspire notamment des compositeurs contemporains Joe Hisaishi et James Newton Howard (en particulier de ses thèmes romantiques pour King Kong) et des compositeurs classiques Gustav Mahler et Sergueï Rachmaninov, notamment lorsqu'il s'agit de créer des thèmes longs, comme celui du White Palace.
L'orchestration du jeu est presque entièrement virtuelle ; l'alto joué par Timothy Cheel et la voix d'Amelia Jones, qui chante City of Tears, en sont les seuls apports naturels. L'orchestration fait aussi appel parfois au vibraphone, au glockenspiel, à la flûte, au piccolo ou au basson pour insuffler des thèmes plus féeriques. Pour créer une atmosphère plus mystérieuse, le compositeur utilise la technique du pizzicato sur des instruments à cordes frottées. Le thème accompagnant les Dames Mantes est plus particulier : son usage du clavecin à un rythme effréné, un hommage à Antonio Vivaldi, n'est pas sans rappeler la série des jeux Castlevania, située dans un cadre baroque, et confère aux personnages éponymes une présence royale et menaçante.
Les thèmes entendus au tout début du jeu trahissent par leur manque d'affirmation la fragilité du chevalier, qui entame seulement son périple et à qui il reste tout à découvrir. Son arrivée au village de Dirtmouth, le point de chute du jeu, dévoile une musique plus sûre, laissant entendre au héros qu'il est en territoire allié. À l'aide d'altérations « systématiquement situées à un demi-ton, intervalle de tension », le thème principal se métamorphose pour la bande originale dramatique des combats. La même astuce de déstabilisation sonore est utilisée pour introduire des personnages surprenants, à l'image du guerrier déchu Dung, pour qui l'usage des cuivres sert à invoquer des images martiales et héroïques, tandis que leur rythme irrégulier balaie cette apparence irréprochable.

#### Doublage
Les voix des personnages sont pour certaines interprétées par des proches de Team Cherry. La mère du codirecteur William Pellen interprète ainsi à la fois la Dame Blanche, la guerrière Marmu et une partie des Dames Mantes. Un autre doubleur fait également office de directeur de la communication et de testeur principal, admettant que son rôle consiste à « faire tout ce qui permet [à Gibson et Pellen] de rester concentrés sur le jeu ».

#### Publication
La bande-son du jeu est publiée en version numérique en février 2017 sur des boutiques en ligne comme Bandcamp, GOG.com et Humble Store, puis en version vinyle en mars 2018. Un second album est commercialisé sous le titre Hollow Knight: Gods & Nightmares ; il regroupe toutes les musiques du jeu, notamment celles des contenus additionnels, avec en bonus un nouvel arrangement nommé Pale Court. Il est disponible en version vinyle en août 2018 ou en version numérique en décembre 2018 sur Steam, Bandcamp, Spotify et iTunes,,.

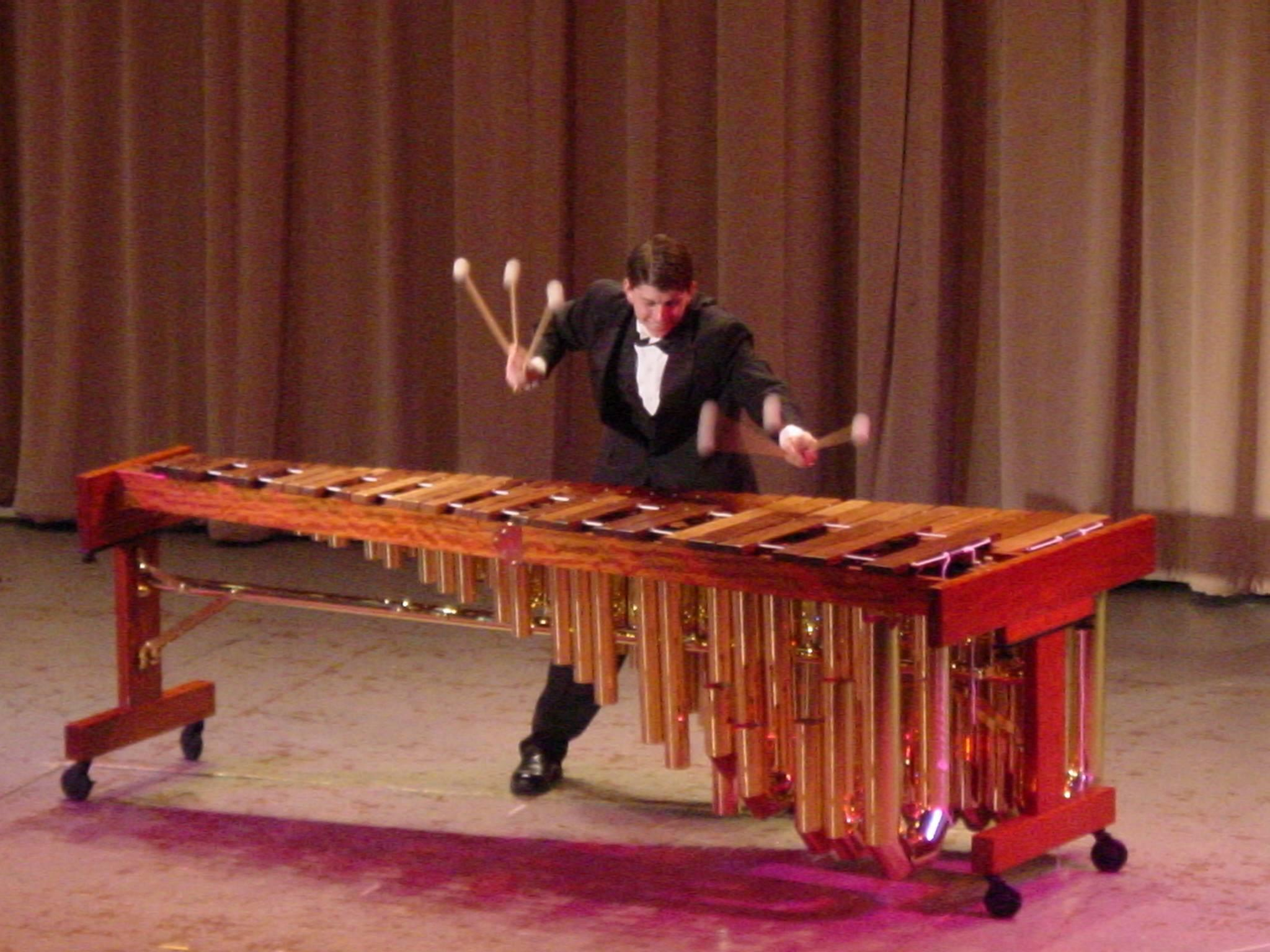
Un xylophone marimba, pour des sons légers.
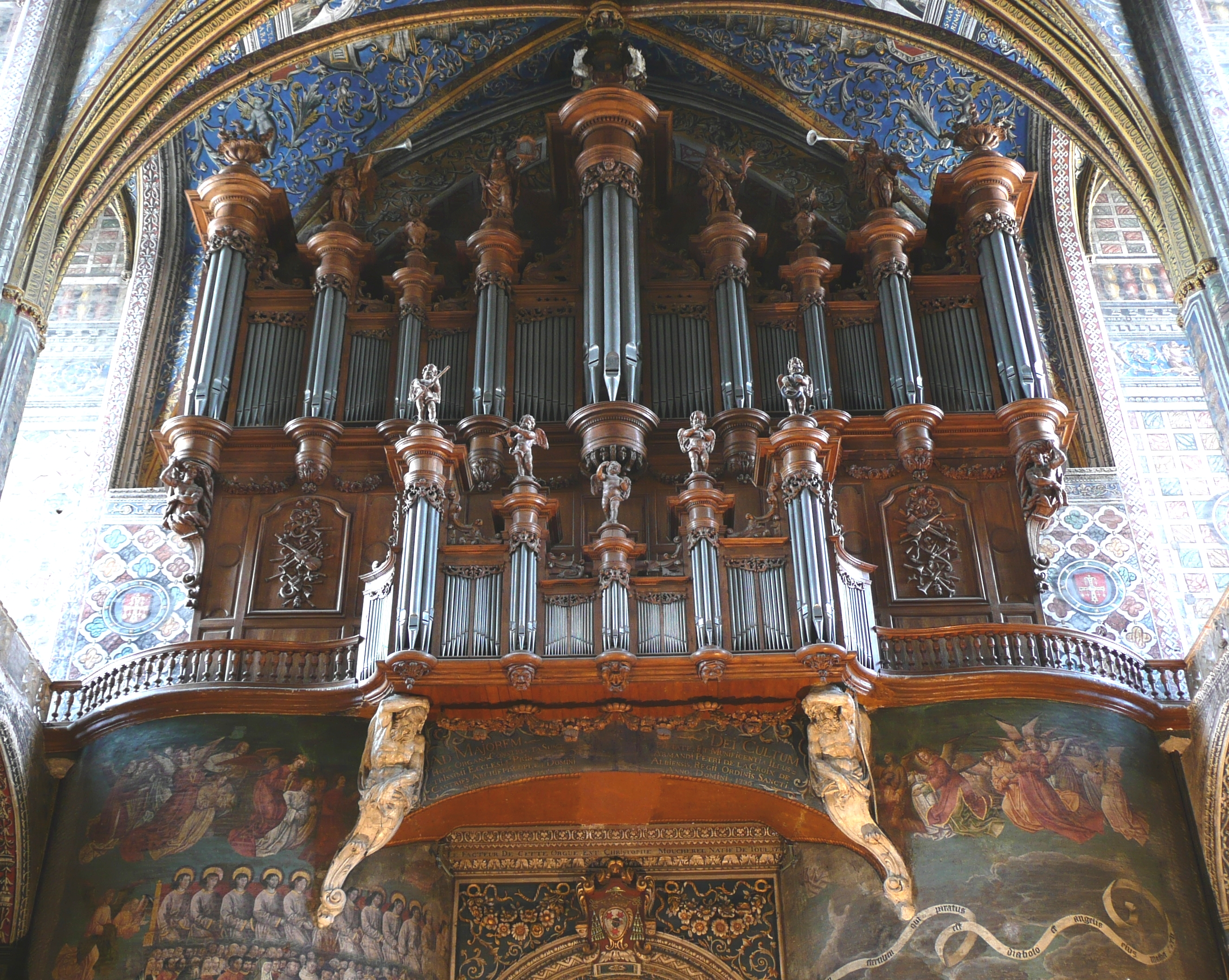
Un orgue, pour des tonalités froides.
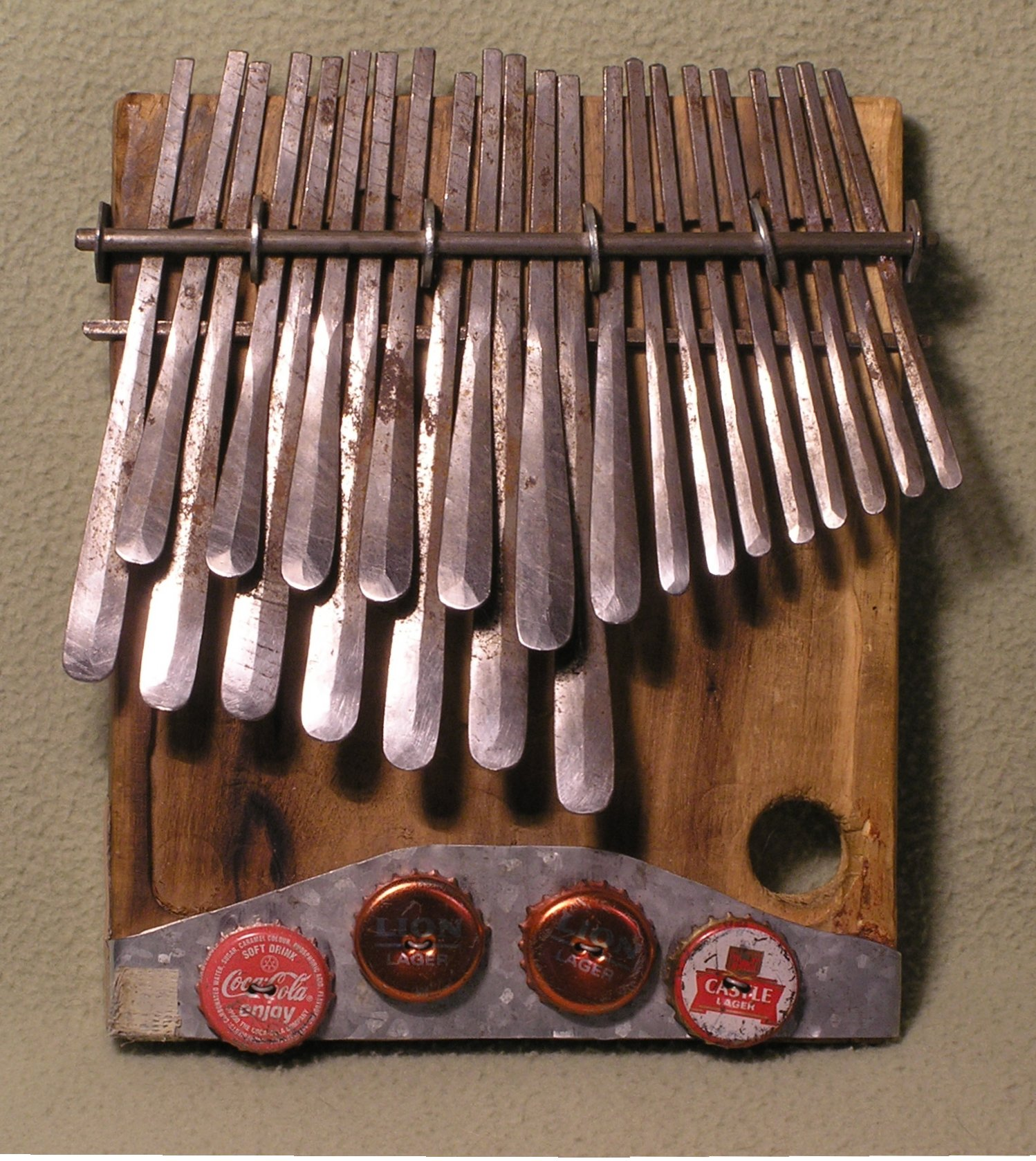
Un kalimba, pour des sons délicats.

## Commercialisation
Hollow Knight est publié sur PC le 24 février 2017 au terme de trois ans de travail. Il est de prime abord uniquement commercialisé au format numérique pour Windows à partir du 24 février 2017, et disponible pour 14,99 dollars américains ou 14,99 euros sur les plates-formes de distribution Steam, GOG.com et Humble Bundle. Des versions compatibles avec Mac et Linux sortent ensuite le 11 avril 2017,. En août 2018, enfin, Hollow Knight fait partie des premiers jeux à être commercialisés dans la nouvelle boutique de distribution numérique de la plate-forme Discord.

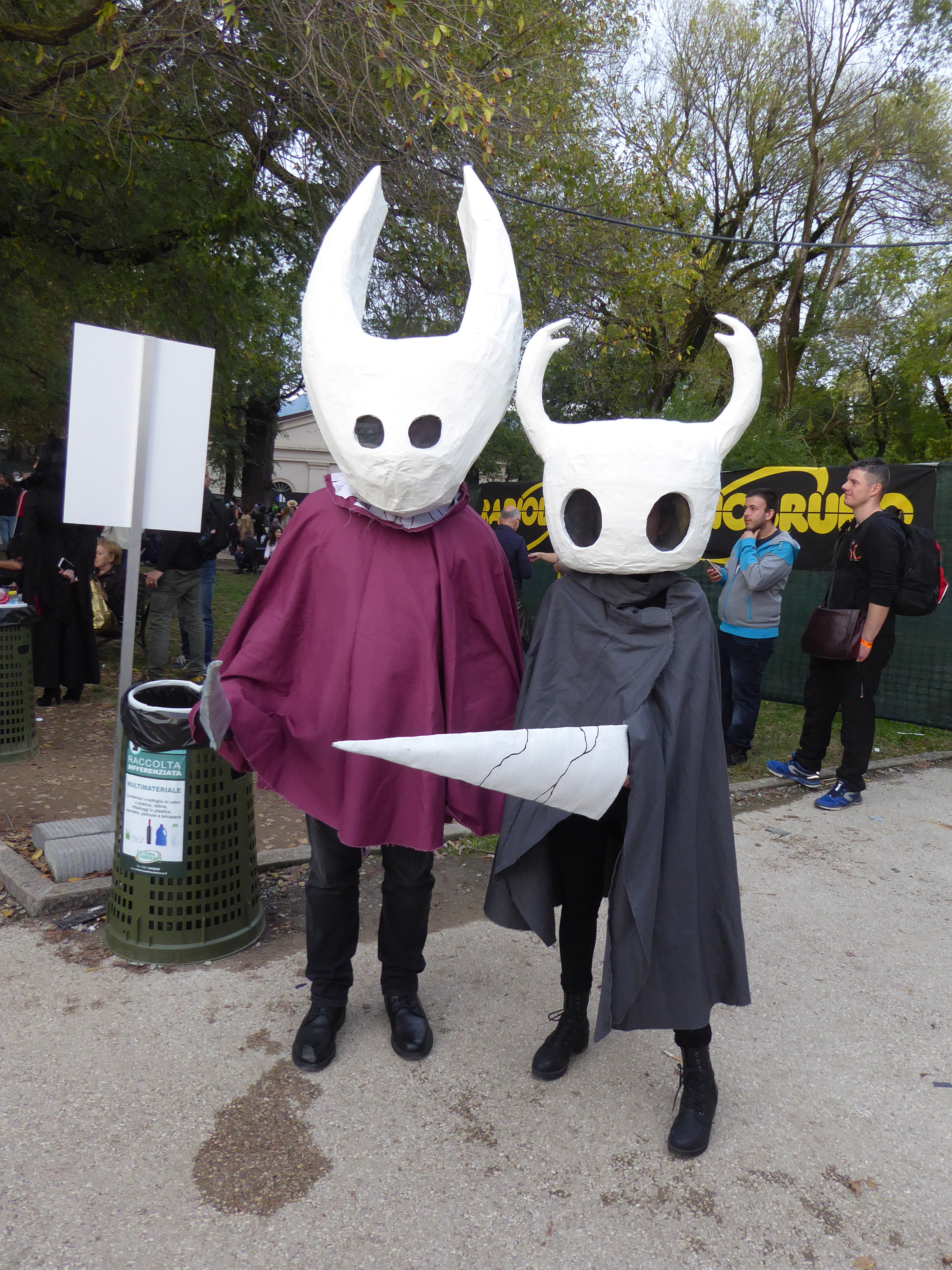
Des cosplayeurs incarnant les personnages de Hornet et du Chevalier.

La communication de Team Cherry, axée sur la transparence, et la volonté du studio d'apporter du neuf à un genre qui n'a pas été fondamentalement modifié depuis les jeux fondateurs originels (Metroid et Castlevania) contribuent à la bonne réputation du titre au sein des nouvelles sorties de jeux indépendants. Sans se douter du futur succès commercial de Hollow Knight, l'ambition de Team Cherry est alors de vendre suffisamment d'exemplaires du jeu pour être en mesure d'en développer un autre. Il leur est cependant difficile de se faire une place au sein de l'espace médiatique, étant donné que le monde entier a les yeux tournés sur la sortie la semaine suivante de la nouvelle console de Nintendo, la Switch, et de son jeu-phare, The Legend of Zelda: Breath of the Wild.
Dans les années suivantes, plusieurs éditions physiques du jeu sont mises en travaux. En juin 2017, IndieBox commercialise une édition physique limitée du jeu sur PC, avec un manuel et une peluche,. En août 2018, Team Cherry assure être en mesure de commercialiser définitivement le jeu au format physique, grâce à un partenariat avec Skybound Games. La collaboration est cependant arrêtée en novembre sans qu'aucune copie physique n'ait été commercialisée ; l'équipe de Team Cherry explique alors s'être rendu compte qu'il leur manque du temps pour mettre en place une telle possibilité.
Le 12 juin 2018, Hollow Knight est commercialisé au format numérique sur la console portable Nintendo Switch, en incluant les trois premières extensions sorties jusque-là. Le jeu est ensuite publié, toujours au format numérique, le 25 septembre 2018 sur les autres consoles majeures que sont la Xbox One et la PlayStation 4, sous le titre Hollow Knight: Voidheart Edition ; ce portage inclut les quatre extensions. La version Voidheart Edition est disponible sur le Xbox Game Pass sur PC à partir du 9 juin 2019.
Le 12 mars 2019, des versions physiques du jeu sont cette fois annoncées pour Nintendo Switch, PlayStation 4 et PC, par le biais de l'éditeur Fangamer, qui annonce être en mesure de les commercialiser, notamment aux États-Unis et dans certains pays d'Europe. Le jeu est proposé en version standard, mais aussi en édition collector comprenant divers objets supplémentaires comme une carte des zones du jeu, un manuel, des papercrafts, un comic book sur le personnage de Quirrell, un pin's, et des artworks. Les précommandes sont ouvertes depuis cette date et les livraisons doivent débuter le 31 mai 2019,,. Le 13 mai 2019, l'entreprise Just for Games qui avait été choisie afin de distribuer le jeu en France annonce le report de la sortie au 28 juin sur le territoire. Le 17 juin 2019, Just for Games annonce le report des versions PS4 et Switch pour le 12 juillet 2019.

## Extensions
En tant que jeu indépendant produit grâce au financement participatif, Hollow Knight se distingue par la variété et l'ampleur des extensions qui lui sont ajoutées. Les contenus téléchargeables que propose Team Cherry répondent aux promesses faites lors de la campagne participative, et même à certaines qui n'avaient pas obtenu le budget espéré, étendent la carte de jeu et ajoutent des personnages. Un seul des DLCs, Lifeblood, se concentre sur de la pure optimisation technique et résolution de bugs.

### Hidden Dreams
Début juin 2017, Team Cherry annonce la sortie d'une extension gratuite intitulée Hollow Knight: Hidden Dreams pour le mois de juillet 2017,. L'extension propose deux nouveaux combats contre des boss optionnels et plus difficiles que ceux du contenu de base. Deux pistes musicales inédites sont ajoutées, ainsi qu'un nouveau power-up facilitant le déplacement d'une zone à une autre et une nouvelle station de transport par coléoptère. Cette extension sort finalement le 3 août 2017.

### The Grimm Troupe
Team Cherry annonce la sortie de la deuxième extension gratuite le 14 septembre 2017 pour le jour d'Halloween, le 31 octobre. Celle-ci ajoute une nouvelle quête majeure, avec des combats contre de nouveaux boss, de nouveaux éléments de gameplay inédits tels que des charmes, des ennemis et des personnages non-joueurs alliés, et des musiques supplémentaires. L'extension apporte également la possibilité de placer des marqueurs sur la carte, pour permettre au joueur de se repérer,,. Le 19 octobre 2017, la sortie est annoncée pour le 26 octobre qui suit, date à laquelle le jeu est finalement publié.

### Lifeblood
Lifeblood est le seul contenu téléchargeable majeur à se concentrer principalement sur l'optimisation technique et la résolution de bugs,. Cette extension gratuite introduit un nouveau boss accompagné d'une musique inédite, l'amélioration d'un boss déjà présent en jeu, des équilibrages, de nouveaux effets sonores et voix numérisées et de nombreuses améliorations techniques notamment en vue de portages sur d'autres plates-formes de jeu,,. L'extension rajoute également certaines langues comme le japonais, de nouveaux marqueurs de carte personnalisés et davantage d'éléments dans le menu « Extras »,,. Annoncée et mise en ligne en bêta-test sur Steam depuis le 24 mars 2018,, elle sort le 20 avril 2018,.

### Godmaster

Logo initialement prévu pour Gods and Glory.

Initialement prévue sous le titre Gods and Glory (« Dieux et Gloire »), cette dernière mise à jour adopte le nom de Godmaster lorsque Team Cherry apprend que cette dénomination est déjà utilisée par un éditeur influent pour l'un de ses jeux mobiles. Les Australiens profitent du manque de notoriété de leur propre studio pour glisser à travers des règles de droit d'auteur assouplies, qui leur permettent de changer rapidement le nom de l'extension,.
Dévoilée le 31 janvier 2018, celle-ci propose un contenu plus important que les précédentes mises à jour, grâce à de nouveaux boss et des régions à explorer supplémentaires ainsi qu'un personnage non-joueur distribuant de nouvelles quêtes. Elle ajoute également des musiques, des personnages et des charmes,,. Un troisième mode de difficulté est également introduit, débloqué lorsque le joueur a terminé la quête Gods and Glory. L'extension est publiée le 23 août 2018.

## Réception

### Distinctions
Hollow Knight est globalement très remarqué par les critiques et les professionnels du milieu à sa sortie mondiale, mais il échoue systématiquement de peu à monter sur la première marche du podium des grandes remises de prix, à l'exception des récompenses qu'il reçoit sur sa terre natale d'Australie.
Hollow Knight est ainsi régulièrement cité dans les nominations aux prix récompensant les meilleurs jeux de l'année. Peu de temps avant sa sortie, en janvier 2017, le jeu est déjà nommé au Gamer's Voice Award du festival South by Southwest, dans la catégorie des meilleurs jeux solo. Lors de la saison des cérémonies qui s'étend de l'automne 2017 à mars 2018, il est présent dans la catégorie de jeu indépendant « meilleur premier jeu » aux The Game Awards, aux Game Developers Choice Awards, et aux British Academy Video Games Awards ; il fait alors souvent face à des titres indépendants comme Cuphead, Night in the Woods, Gorogoa, West of Loathing ou Baba Is You. À l'Independent Games Festival 2018, le jeu échoue à entrer en lice, mais il reçoit néanmoins des mentions honorables dans les catégories « grand prix », « excellence en direction visuelle » et « excellence en son ». À la suite du portage du jeu sur la console Nintendo Switch, Hollow Knight est nommé aux Golden Joystick Awards dans la catégorie « meilleur jeu Nintendo de l'année », sans parvenir à l'emporter,.
En Australie, pays où Hollow Knight est développé, le jeu remporte lors des Australian Games Awards les titres de « jeu indépendant de l'année » et de « jeu australien de l'année ».
Hollow Knight apparaît à de multiples reprises dans les « listes de fin d'année » des meilleurs jeux du moment établies par les plus prestigieux critiques, comme chez Kotaku, IGN et Polygon chez qui il est classé 11e meilleur jeu de l'année 2018. PC Gamer le classe aussi en 2018 comme le 12e meilleur jeu pour PC de tous les temps, et comme le meilleur metroidvania depuis Super Metroid, sorti en 1994.
Chez les professionnels de l'industrie, le jeu remporte également un succès non négligeable : aux côtés de succès critiques comme What Remains of Edith Finch, Dead Cells, West of Loathing ou encore Night in the Woods, Hollow Knight est régulièrement cité par des développeurs comme l'un des meilleurs jeux indépendants de l'année 2017.

### Accueil critique
Hollow Knight reçoit un accueil très favorable de la part de la presse lors de sa sortie. Les critiques apprécient le gameplay exigeant mais simple, marié à un level design très précisément réglé, l'immensité de l'univers et du contenu proposé, ainsi que l'accompagnement sonore. Quelques réserves sont parfois émises, notamment au sujet d'une prise en main minoritairement ressentie comme abrupte, une frustration palpable face à la mise en échec, ou un backtracking assez présent. La presse note cependant que certains défauts sont gommés par les extensions venant compléter ou corriger le jeu. En avril 2019, Hollow Knight totalise des moyennes de notes élevées oscillant entre 80 et 90 % sur Metacritic et GameRankings sur toutes les plates-formes,,,,,,,.
Le jeu est cité comme l'une des réussites majeures du jeu vidéo indépendant, jugé d'un niveau de qualité similaire aux jeux grand public et à grand budget Assassin's Creed Origins ou Super Mario Odyssey, qui font parler d'eux à la même période. Le tout que forme le jeu est salué pour sa qualité harmonieuse, notamment par Polygon qui considère son alliance d'une « bande-originale enchanteresse » et de dessins faits mains comme un « festin », et ses mécanismes de jeu comme « sans égaux ». Selon Jeuxvideo.com, le jeu ne réinvente pas le metroidvania, mais s'affiche « à la fois comme une référence et un aboutissement du genre ». IGN apprécie ce « monde riche et son contenu d'une incroyable profondeur ». Pour GameSpot, le jeu semble « exceptionnel », en réalisant la synthèse de nombreux petits éléments « conçus de manière experte » dans « une aventure extrêmement longue ».
Jeuxvideo.com concède l'existence d'une part de backtracking inhérent au genre (obligation de repasser dans des lieux déjà visités), mais l'estime compensée par « un level design intelligent et précis, une prise en main quasi immédiate de [l']avatar, et [des mécanismes de jeu de plates-formes] bien gérés ». Gamekult le constate, peut-être plus que la moyenne, mais le juge « assumé », grâce à un level design « très malin », fort par exemple de raccourcis ou d'enchaînements de sauts. Jeuxvideo.com note une part de die and retry nécessaire pour sortir victorieux des combats. Le gameplay est jugé exigeant et « sans défaut ». Dans les premières versions du jeu, avant la sortie des contenus téléchargeables, nombre de critiques relèvent également la faiblesse du framerate, qui flanche parfois lors de passages délicats du jeu et cause des échecs frustrants,. Gameblog voit le jeu comme une aventure solide nécessitant une implication non négligeable, mais qui présente une prise en main abrupte. GameSpot estime pour sa part que c'est la mort de l'avatar qui est « brutale », obligeant le joueur à retourner à l'endroit du décès et à réaliser un combat. Par ailleurs, le site considère les combats « d'une simplicité trompeuse, [...] plus axés sur le timing et la patience que sur la dextérité ». IGN partage cette dernière remarque, notamment un système de combat « simple », mais précise qu'il nécessite de la « patience » et une certaine phase d'apprentissage. La difficulté du jeu n'est pas pointée du doigt, mais plusieurs critiques relèvent la frustration pouvant être engendrée par les échecs répétés face à un même obstacle, en particulier au tout début du jeu, alors que les zones accessibles ne sont pas encore les plus intéressantes. GameSpot qualifie l'absence totale d'indication et le fait de se perdre de frustrant. Jeuxvideo.com note que l'absence de mise à jour automatique de la carte à mesure que le joueur progresse et l'obligation d'avancer parfois sans plan risque de décourager les moins explorateurs, ou tout du moins de les frustrer. C'est un avis que partage également Gameblog. IGN remarque qu'une grande partie du meilleur contenu du jeu est facultatif et concerne des quêtes annexes. Le site ressent parfois que la quantité de choses à faire ou de parcours possibles dans une carte très étendue est écrasante. Le système de transport est également apprécié,. Les critiques pointent toutefois l'absence d'innovation générale,.
Gamekult considère la mise en scène « surprenante » et le scénario « étonnamment bien écrit ». À l'opposé, Gameblog entrevoit une narration « à côté de laquelle on passe facilement ». IGN note que l'intrigue principale est distillée au fur et à mesure que le joueur avance dans le jeu, mais la reconstitution du récit global reste à la charge du joueur.
L'univers est jugé gigantesque, offrant des « décors variés et dépaysants ». Pour Gamekult, ce monde est « original et envoûtant », avec des visuels à « l'esthétique très réussie et fourmillant de détails ». Gameblog apprécie la direction artistique, la qualifiant « de haut vol ». Pour IGN, l'aspect le plus captivant du jeu est son atmosphère, ses visuels, « la musique, la tonalité des couleurs, la sonorité et un million d'autres petits détails qui se combinent pour donner à chaque zone de la carte un sens distinct de l'endroit ». Le site relève des graphismes « magnifiques » dessinés à la main, et la variété des zones et les spécificités qui les distinguent les unes des autres. PC Gamer admire la complexité et le détail des environnements en deux dimensions du jeu, qui paraissent plus simples à première vue qu'ils ne le sont réellement, et qui font du jeu « le plus beau jeu dessiné à la main ». GameSpot relève « une merveille dans la conception », chaque zone possédant une « esthétique marquante ». « La profondeur de leurs variations est ce qui se démarque vraiment » rajoute le site.
Jeuxvideo.com estime que l'univers sonore « sublime l'ambiance » générale du jeu. Gamekult loue les effets sonores « d'une inspiration rare » et la bande-son qualifiée de « superbe », distillant « mystère, tension et moments grandiloquents avec la plus grande des subtilités ». Gameblog estime cette dernière « souvent sombre, mais ne tombant jamais dans le larmoyant ou le gothique déplacé », et en constante harmonie avec ses environnements.
Les extensions et les améliorations qu'elles apportent, tant du point de vue du gameplay que des ajouts de contenu, sont très appréciées par la presse spécialisée. GameSpot ressent ainsi que le jeu se fait plus robuste grâce à ces contenus téléchargeables. La possibilité introduite par le biais d'une extension d'ajouter des marqueurs sur les cartes est aussi une « aubaine », selon IGN.

### Ventes
Si Hollow Knight acquiert à long terme la réputation d'un jeu indépendant au succès retentissant, cette réussite commerciale n'est que très progressive, la sortie du jeu s'étant globalement faite « dans l'indifférence totale » d'un point de vue médiatique. Le site spécialisé Polygon admet d'ailleurs, en le plaçant parmi les meilleurs jeux de l'année 2018, qu'aucun de leurs critiques n'y a joué à sa sortie en 2017. En tant que jeu indépendant, ses ventes dépassent cependant largement les attentes de ses créateurs. D'après ses développeurs, il s'écoule alors près de 65 000 copies du jeu en un mois.
Plus d'un an après, en juin 2018, le jeu franchit le cap du million d'exemplaires vendus sur ordinateur. 250 000 ventes s'y ajoutent les deux semaines suivantes sur la plate-forme Nintendo Switch, puisque le jeu vient seulement d'être porté sur celle-ci,. L'annonce de ce portage sur la petite console japonaise constitue d'après la presse l'un des points marquants de la conférence de Nintendo pour l'E3, d'autant que le projet de portage avait été annoncé des mois auparavant puis n'avait plus présenté d'avancée.
En février 2019, ses ventes atteignent un total de 2,8 millions d'exemplaires, un succès inespéré qui s'explique notamment par son portage sur des plates-formes supplémentaires, élargissant ainsi son accès au public : la Nintendo Switch à partir de juin 2018 et la PlayStation 4 et la Xbox One en septembre,. D'après le site d'estimations Steam Spy, il existe alors entre 1 et 2 millions de propriétaires du jeu sur la plateforme de distribution digitale Steam,. Fin 2019, c'est cette fois-ci entre 2 et 5 millions de joueurs qui posséderaient le jeu sur la plateforme Steam.

## Postérité

### Un nouveau jalon du metroidvania
À l'époque de la sortie de Hollow Knight, l'industrie du jeu vidéo vient d'accueillir nombre de metroidvanias à la qualité remarquable : Dust: An Elysian Tail en 2012 ou Valdis Story: Abyssal City et Guacamelee! en 2013. Elle reste marquée en particulier par l'excellence d'Ori and the Blind Forest (2015), considéré comme un chef-d'œuvre et qui paraît alors atteindre « le pinacle du genre ». Le succès d'un nouveau compétiteur dans ce genre très spécialisé tient donc de la gageure.
Aux yeux des joueurs et des critiques, Hollow Knight en vient pourtant à incarner une telle prouesse artistique et technique qu'il amorce malgré lui un désengagement, voire un abandon, des jeux du même genre étant alors encore en pré-production : face à un élément de comparaison aussi universellement reconnu pour sa qualité, des jeux concurrents auraient du mal à se faire une place et à rentabiliser leur coût de développement et de distribution.

### Un renouveau pour la scène australienne

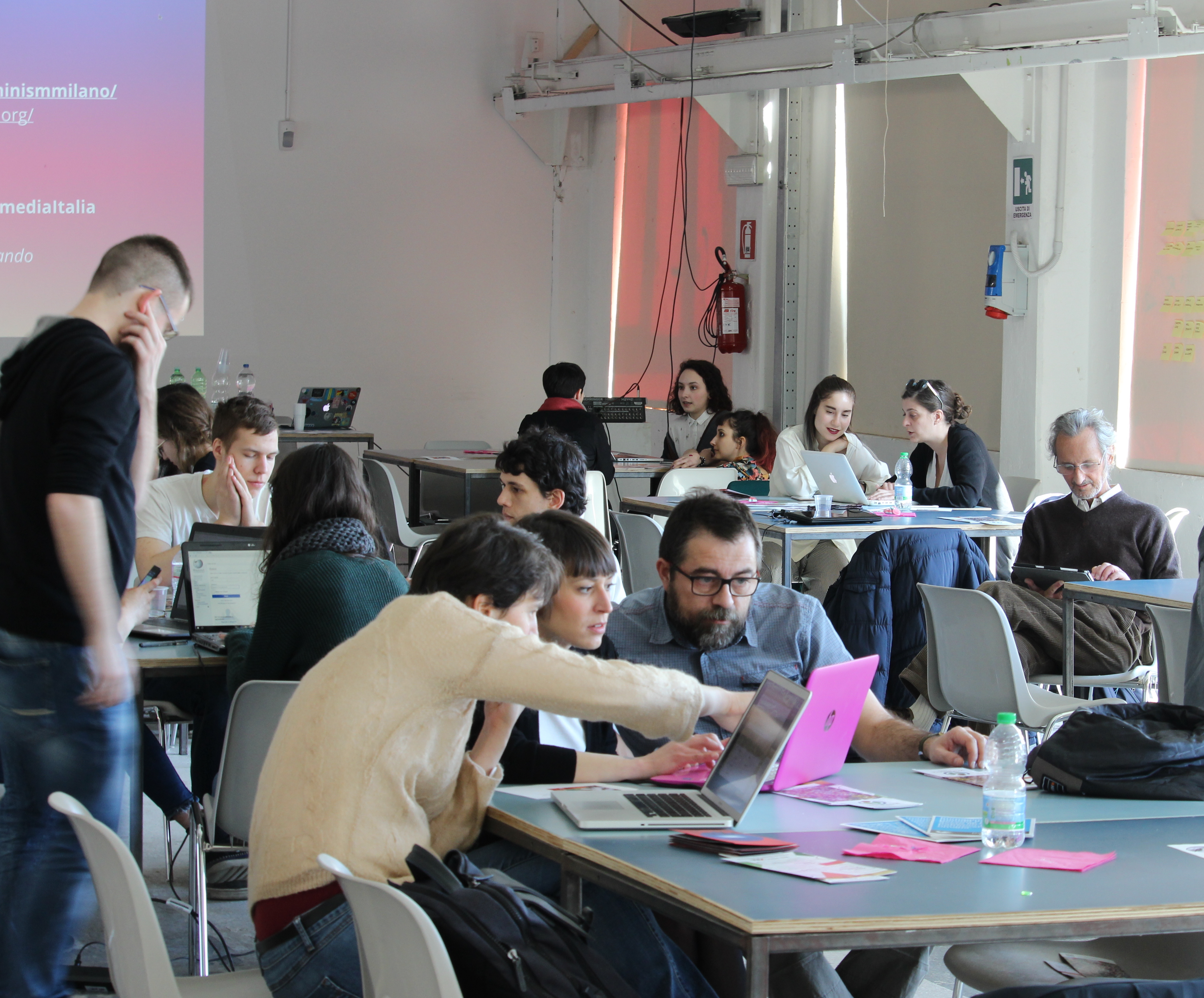
Les espaces de coworking se prêtent souvent à d'intenses événements créatifs de type hackathon, en phase avec le processus de développement de jeux vidéo.

Les succès de Hollow Knight et de son voisin le jeu de puzzle Hacknet: Labyrinths, tous deux des jeux développés à Adélaïde et récompensés par la critique australienne, s'inscrivent dans une phase d'émancipation de la création du continent, en particulier en Australie-Méridionale, qui voit le gouvernement de cette région assouplir ses règles d'évaluation des jeux et ouvrir un espace de coworking aux développeurs d'Adélaïde.

### Une suite à part entière
En février 2019, Team Cherry dévoile travailler sur une suite intitulée Hollow Knight: Silksong pour les plates-formes Nintendo Switch, Windows, Mac et Linux. Annoncée alors qu'elle est encore en développement, sa date de sortie n'est pas avancée.
Elle est en fait développée sur les prémices d'une extension que Team Cherry pensait proposer à Hollow Knight, d'après une promesse de leur campagne Kickstarter : incarner non plus le personnage du Chevalier, mais celui de Hornet, un personnage secondaire mystérieux qui veille à la sauvegarde d'Hallownest, quitte parfois à s'opposer au Chevalier et à le combattre pour préserver l'équilibre du monde.